# 大阪高速鉄道1000系電車
大阪高速鉄道1000系電車（おおさかこうそくてつどう1000けいでんしゃ）は、大阪高速鉄道（現・大阪モノレール）が導入したモノレール車両である。

## 登場の経緯
1987年に先行試作車として06編成が製造され、1990年の大阪モノレール線（本線）千里中央駅 - 南茨木駅間の開業に備えて01編成-05編成が製造された（同時に06編成が車籍編入)。続いて、1994年の千里中央駅 - 柴原駅の延伸準備とその翌年の増備のために31編成と32編成が製造された。さらに、1997年春の柴原駅 - 大阪空港駅の延伸準備及び同年夏の南茨木駅 - 門真市駅の延伸準備のために21編成から24編成が、1998年の彩都線万博記念公園駅 - 阪大病院前駅間の開業に備えて25編成が製造された。
4両固定編成であるが、将来の6両編成化に対応し、編成内の車両番号は300番台と400番台を飛ばして付番されている。
駆動方式は2段階減速直角カルダン駆動方式である。いずれの車両も日立製作所と川崎重工業で製造された。

## 外装・内装

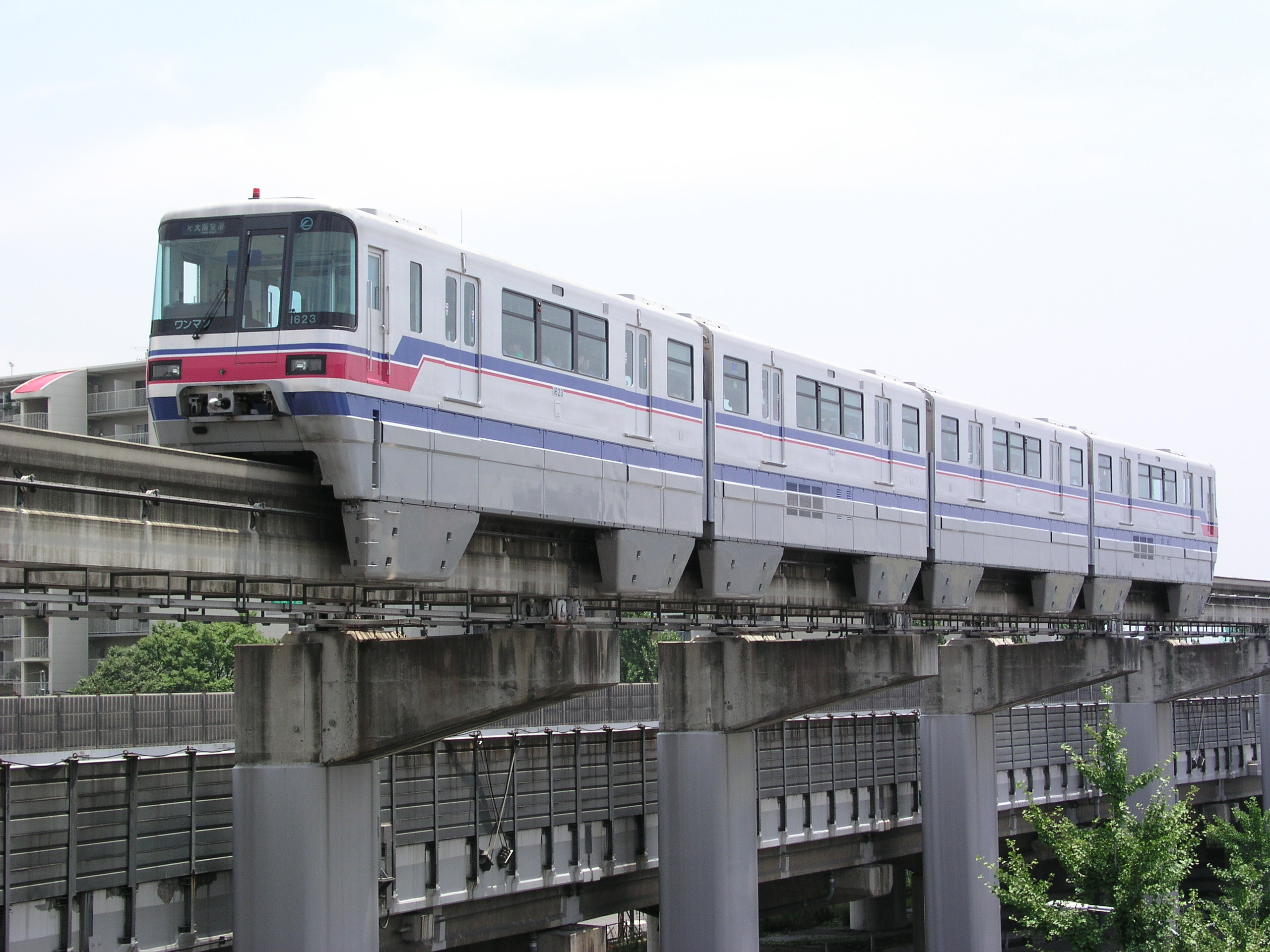
1000系電車23編成・第3期製造車オリジナル色（南茨木駅付近で撮影）

後の2000系と同様に、内外装ともに製造年で相違点がある。

### 1000系共通の外・内装
- 車体はアルミニウム合金製である。
- 側窓は上部のみ内側に開く方式（内倒し式）であり、下部は固定式である。
- 車体の上部は無塗装でラインが入っているが、腰部から下のスカート部は薄い灰色になっている。これらは後の2000系の最終編成に至るまで受け継がれている。
- 運転席付き車両と2両目の間の貫通幌は、極めて幅広のものが採用されている（キノコ型）。
- 室内照明の蛍光灯にはカバーが取り付けられている。これらは2000系最初の11編成まで受け継がれている。ただし、一部の改造車は改造に伴いカバーが外されている。

### 01 - 06編成

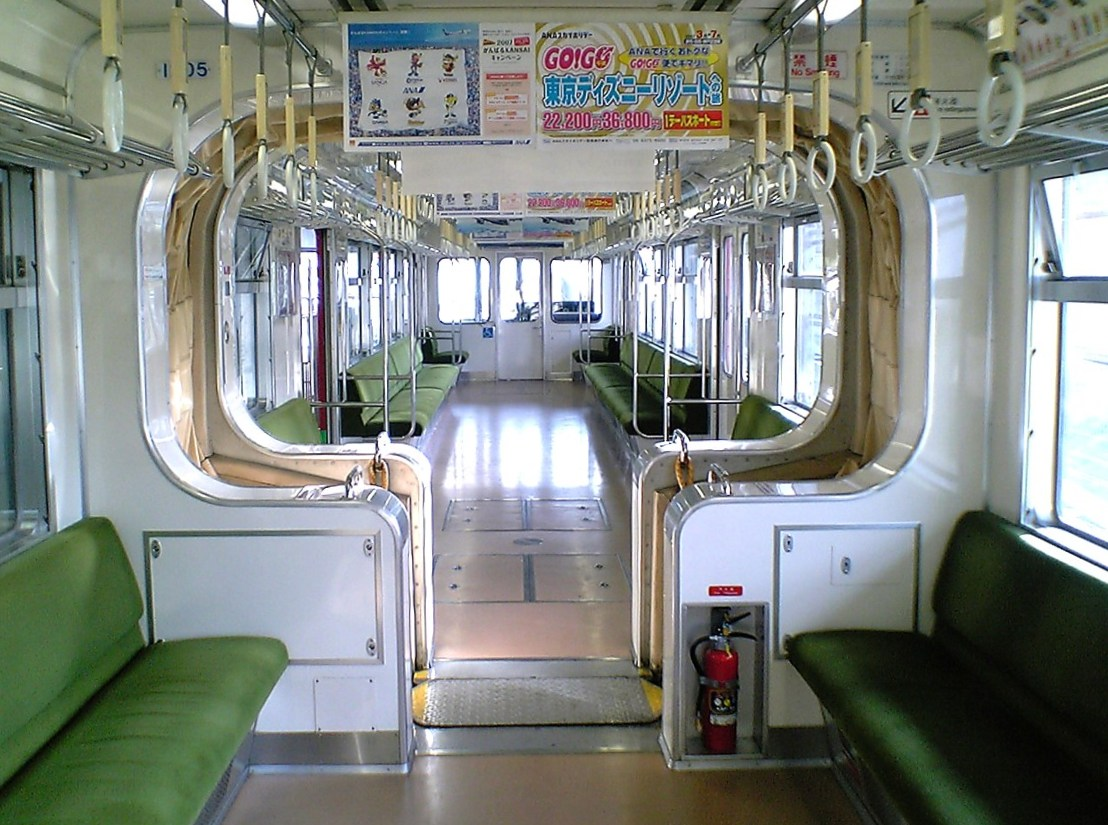
05編成の「梅丹号」の頃の改造前の車内

以下の特徴は2007年から始まった改造前の状態についての説明である。全編成とも改造を受けオリジナルの内外装を持つ編成は消滅した。

#### 外装
- アルミ無塗装にマリンブルーのラインで、腰部及び側面のスカート部にも同色のラインがある。貫通ドアの窓下にロゴマークが描かれている。かつては、広告ラッピング車両が多く、オリジナル塗装車は02編成しかない時期もあった。
- 側面方向幕および車外スピーカーは、設置されていない。
- 前照灯の周囲はステンレス地の銀色の無塗装で、角は丸みを帯びている。

#### 内装
- シートは阪急電鉄のシートに類似した緑系のロングシートである。
- 運転席も緑色である。
- 運転席直後に車椅子スペースはなく、2人掛けのロングシートが両側にあり、前面展望用の2人がけ高床シートは、設置されていない。車椅子固定用の手すりが運転席直後に取り付けられている。その周辺は優先座席になっている。
- 床敷物の色は小豆色一色である。
- 室内の蛍光灯は31編成以降と異なり、少し間隔をおいて取り付けられている。
- ロングシートの足元には電熱式の暖房器が設置されている関係で、網状の穴を開けた鉄板が設置されているが、06編成だけは全面的に網状の穴がなく、実際に暖房器が設置されている部分だけが網状になっている。

なお、2007年から2008年にかけて改造工事を受け、02編成、06編成、05編成、03編成、01編成、04編成の順に改造を行い、内装などが改装を受けている。詳細は後述する。

### 31・32編成

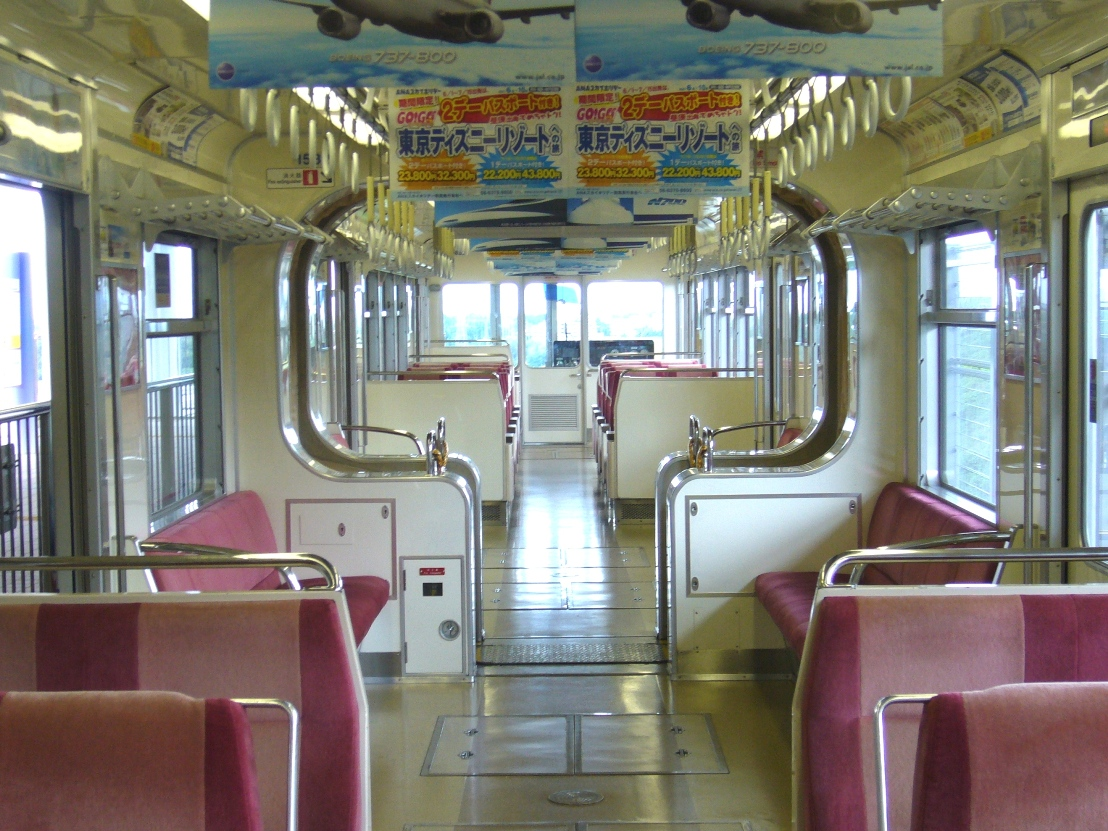
32編成の改造前の車内

以下の特徴は2007年から始まった改造前の状態についての説明である。2編成とも改造を受けオリジナルの内外装を持つ編成は消滅した。

#### 外装
- マリンブルー一色から、31編成ではマリンブルー、アザレアパープルのラインを採用した。32編成ではマリンブルーとアザレアパープルのラインの間の狭い隙間にホワイトのラインが追加されており、このラインがこれ以降2000系に至るまで採用されている。腰部のマリンブルーのラインは引き継がれているが、スカート部のラインは省略されている。なお、以前は2編成とも広告ラッピング車両になっていた。
- ロゴマークの配置が貫通ドアの右上に変更されている。
- 31編成には新製時は側面方向幕がなく、側面方向幕は32編成から採用されている。
- 31編成から、車外スピーカーが設置されている。
- 31編成から、前照灯の周囲は黒地で、角は直角である。

#### 内装
- 全車ともドア間は転換クロスシートを採用している。シートの色はピンク系の濃淡2色に変更されている。クロスシートの背もたれが若干低いタイプで、成人だと頭が背もたれよりも上に来るため、背もたれカバーは取り付けられていない。
- 車端部はロングシートである。バケット式ではないが、一人あたりの区画が縫い目で表現されている。
- 運転席は31編成はそれまでの緑系の席を引き継いだが、32編成では客席と同様のピンク系の色に変更されている。
- 床敷物の色は中央部だけが薄茶色で両側はクリーム色系の2色に変更されている。
- 32編成にはLEDの車内案内表示器が設置されている。
- この編成から、運転席直後に車椅子スペースと前面展望用の2人がけ高床シートが採用されている。
- この編成から室内の蛍光灯が間隔をおかずに連続して取り付けられている。

21 - 25編成よりも前に製造された編成である。なお、2007年に31編成が、2008年には32編成がロングシート化等の改造が行われ、オリジナルの内装を持つ編成は消滅した。詳細については後述する。

### 21 - 25編成

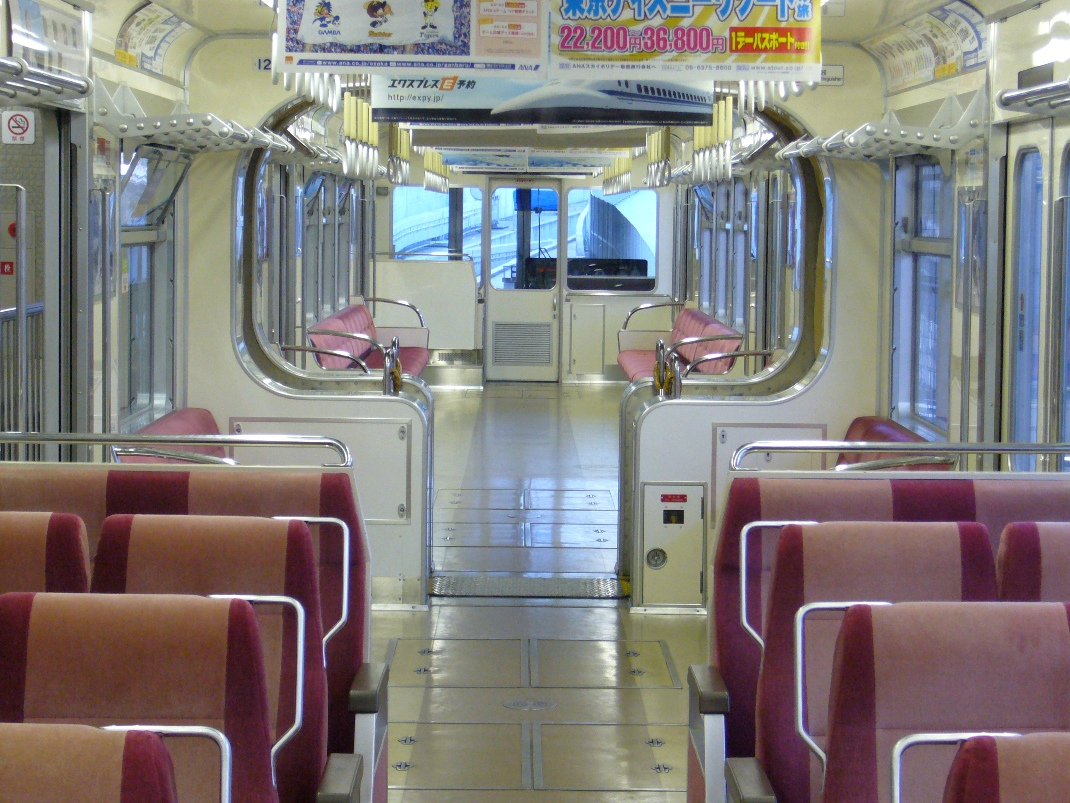
22編成の改造前の車内

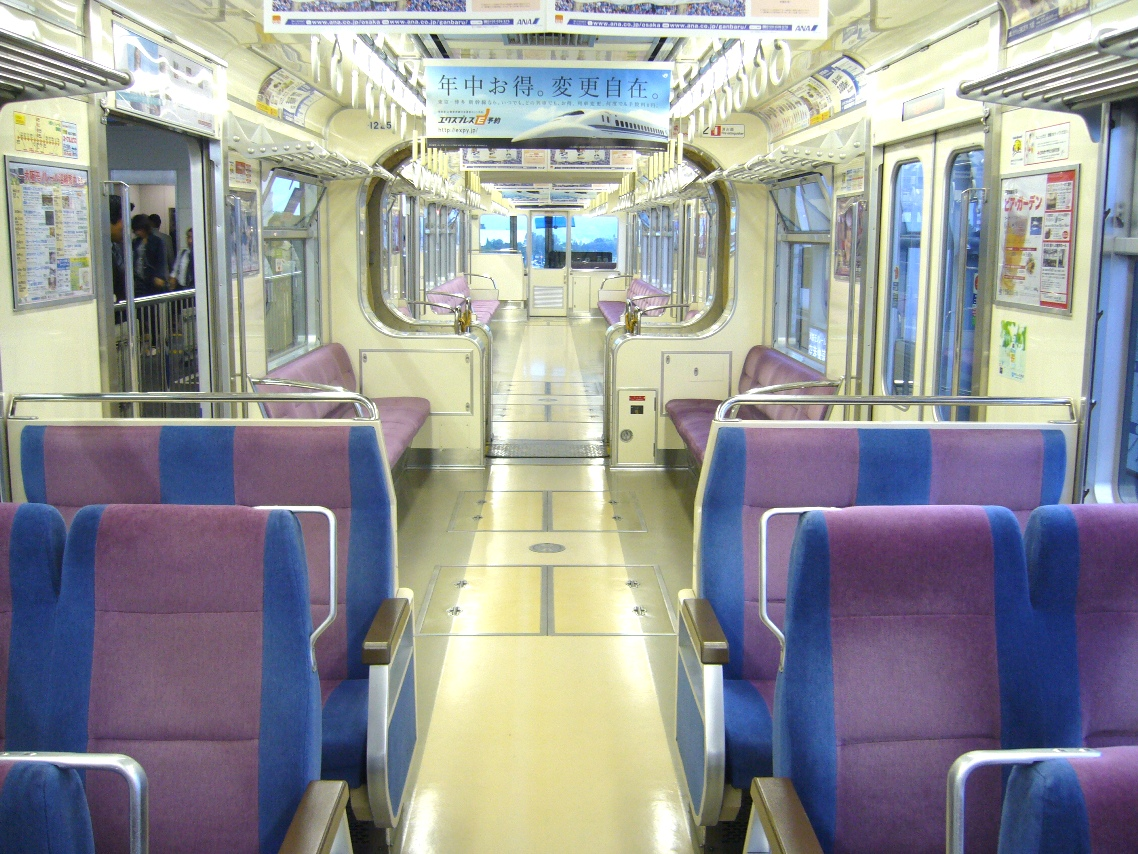
25編成の改造前の車内

以下の特徴は2008年から始まった改造前の状態についての説明である。現在は全編成とも改造を受けオリジナルの内装を持つ編成は消滅している。

#### 外装
- ラインやスカート部の塗色は32編成と同様である。現在は23編成が広告ラッピング車両となっている。
- 全編成に新製時から32編成同様の側面方向幕・車外スピーカーが取り付けられている。

#### 内装
- 運転台付き車両は全席が深めのバケット式のロングシートに変更され、中間車両だけがドア間のみ転換式クロスシートを引き継いでいる。
- 31・32編成同様クロスシートの背もたれは若干低いタイプである。
- 31・32編成に引き続き、先頭車両の運転台の後ろに車椅子スペースと前面展望用の2人がけ高床シート、32編成と同型のLEDの案内表示機を採用している。
- シートの色は24編成までは31・32編成に引き続きピンク系の色であるが、1000系最後となった25編成の座席の色のみ後の2000系にも引き継がれた色である、ロングシート部は薄紫色1色のバケット式のロングシートとなっている。また、クロスシートは2人がけ高床シートと同様の青と薄紫色の2色となっている。
- 運転席は濃い紫色に変更されている。
- 床敷物の色は24編成までは31・32編成と同じであるが、25編成は中央部がクリーム系の色で、両側が茶色のかかった灰色に変更されている。25編成の床の色は2000系の11編成にも引き継がれている。
- 2008年から改造が始まり、25編成・24編成・21編成・22編成・23編成の順にがロングシート化等の改造が行われ、オリジナルの内装を持つ編成は消滅した。詳細については後述する。なお、23編成の改造をもって大阪高速鉄道からクロスシート車は消滅した。

## 製造時期・メーカー
日立製作所製は山口県下松市の笠戸工場で、川崎重工業製は神戸市兵庫区の兵庫工場（当時）で製造された。
| 編成名 | メーカー名 | 竣工          | シート形状                            | 廃車          | 参考                                                                            |
| ------ | ---------- | ------------- | ------------------------------------- | ------------- | ------------------------------------------------------------------------------- |
| 1000系 |            |               |                                       |               |                                                                                 |
| 01     | 日立製作所 | 1990年3月29日 | 全車ロング                            | 2024年7月     | 元・彩都号→元・どっちもたかつき号                                               |
| 02     | 日立製作所 | 1990年3月29日 | 全車ロング                            | 2021年6月     | 元・箕面森町ピースガーデン号                                                    |
| 03     | 川崎重工業 | 1990年3月29日 | 全車ロング                            | 2024年5月     | 元・ビルケア号                                                                  |
| 04     | 川崎重工業 | 1990年3月29日 | 全車ロング                            |               | 元・JALツアーズ号→元・イオン号→元・チキンラーメンひよこちゃん号                 |
| 05     | 日立製作所 | 1990年3月29日 | 全車ロング                            | 2023年12月6日 | 元・梅丹号                                                                      |
| 06     | 日立製作所 | 1990年3月29日 | 全車ロング                            | 2021年8月     | 先行試作編成 元・新潟米号（旧・全農号）→元・EXPOCITY/ららぽーと号               |
| 31     | 日立製作所 | 1994年1月6日  | 全車一部クロス→全車ロングに改造       | 2022年6月     | 元・万博公園号→元・大阪住宅センター号→元・セブン-イレブン号                     |
| 32     | 川崎重工業 | 1995年8月11日 | 全車一部クロス→全車ロングに改造       | 2020年4月     | 元・おろちくんのモノレール→元・オール電化号→元・ざっくぅ号 (2018年運用離脱)     |
| 21     | 日立製作所 | 1997年2月1日  | 中間車のみ一部クロス→全車ロングに改造 |               | 元・りそな号→元・大阪王将号→元・「都心へビュン。京急！」号→「KEIKYU for You」号 |
| 22     | 日立製作所 | 1997年2月15日 | 中間車のみ一部クロス→全車ロングに改造 |               |                                                                                 |
| 23     | 日立製作所 | 1997年6月11日 | 中間車のみ一部クロス→全車ロングに改造 |               | 元・チキンラーメン号→元・阪急電鉄号                                             |
| 24     | 川崎重工業 | 1997年7月16日 | 中間車のみ一部クロス→全車ロングに改造 |               | 元・コカ・コーラ号                                                              |
| 25     | 川崎重工業 | 1998年7月18日 | 中間車のみ一部クロス→全車ロングに改造 |               | 元・ニックン&セイチャン号                                                       |

## 広告ラッピング車両

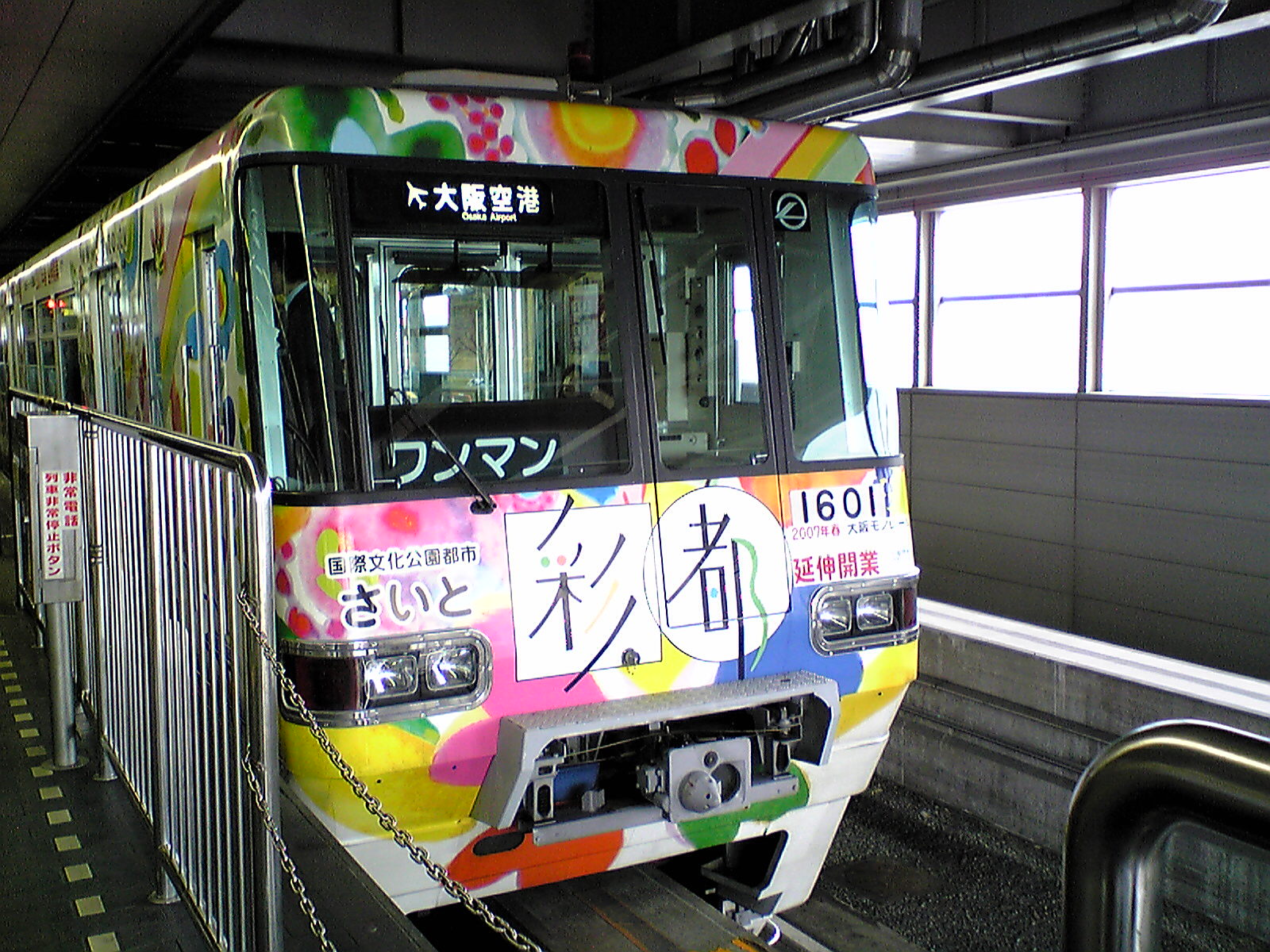
01編成の「彩都号」時代の姿

2024年4月1日現在、在籍している1000系全8編成のうち、21・23・24・25編成に、次のとおりラッピング広告が施されている。
- 京浜急行電鉄(21編成)
- 康心会（23編成）
- ヤクルト（24・25編成）

以前の広告は車体すべてをラッピングするフルラッピングが多く、ハーフラッピングは04編成の「JALツアーズ号」程度であったが、プラットホームに停車した時に見える範囲だけをラッピングする、ハーフラッピングが多くなっている。
広告は1年契約となっており、関連会社の大阪モノレールサービスの公式ホームページによれば、広告料は広告ラッピングの制作費・消費税などは別で、フルラッピングで年間1000万円、ハーフラッピングで年間600万円となっている。
なお、2000系電車には長らく広告ラッピング車両は存在しなかったが、2010年9月に初めて部分ラッピング車両が登場した。

### 過去の広告ラッピング車両
- 彩都建設推進協議会（彩都号・01編成・フルラッピング）（書かれていたコピーは、2002年9月の登場当初は「国際文化公園都市　2004年・春　街びらき」であったが、街びらき後は「大阪モノレール彩都線　2007年春・延伸開業予定」になり、延伸開業後は「予定」の文字の上にシールを貼って対応していた。2008年2月からの改造に伴い広告を外すことになった。）
- 豊田通商（箕面森町ピースガーデン号・02編成・ハーフラッピング）
- 日立ビルシステム（ビルケア号・03編成・フルラッピング）
- JALツアーズ（JALツアーズ号・04編成・ハーフラッピング）
- イオン（イオンショッピングセンター・登場当初はイオン大日ショッピングセンター（現：イオンモール大日）の開業告知だった）（イオン号・04編成・フルラッピング）
  - 2015年10月13日には2000系14編成で新デザインの広告ラッピング車両が復活している。
- 梅丹本舗（梅丹号・05編成・フルラッピング）
- JA全国農業協同組合新潟（新潟米号・06編成・フルラッピング）
- りそな銀行（りそな号・21編成・ハーフラッピング）
- 独立行政法人日本万国博覧会記念機構（万博公園号・31編成・パートラッピング）
- 財団法人 大阪住宅センター（大阪住宅センター号・31編成・ハーフラッピング）
- エキスポランド（おろちくんのモノレール・32編成・ハーフラッピング）
- 関西電力（オール電化号・32編成・ハーフラッピング）
  - 関西電力の「オール電化号」は現在のラッピングになる前は、全車ピンク色のハーフラッピングであった。
- 日清食品（チキンラーメン号・23編成・ハーフラッピング）
  - 2011年3月には04編成で新ひよこちゃんのデザインの広告ラッピング車両が復活している。
- 高槻市（どっちもたかつき号・01編成・ハーフラッピング・先頭車の運転席付近はラッピングされていない）
- イートアンド（大阪王将号・21編成・フルラッピング）（以前は「りそな銀行」のハーフラッピングだった）
- コカ・コーラウエスト（コカ・コーラ号・24編成・ハーフラッピング・先頭車の運転席付近はラッピングされていない）
- セブン-イレブン・ジャパン（セブン-イレブン号・31編成・ハーフラッピング・先頭車の運転席付近はラッピングされていない）
- ジェイコムウエスト（ざっくぅ号・32編成・ハーフラッピング）（以前は「オール電化」のハーフラッピングだった）
- 三井不動産商業マネジメント（EXPOCITY/ららぽーと号・06編成・ハーフラッピング）（以前は「新潟米」のフルラッピング、その前は「全農号」のフルラッピングだった）
- 日清食品（チキンラーメンひよこちゃん号・04編成・ハーフラッピング）（以前は「イオン」のフルラッピング、その前は「JALツアーズ」のハーフラッピングだった）
- レッドホースエデュテインメント（オオサカホイール号・02編成・ハーフラッピング）
- 京浜急行電鉄(「都心へビュン。京急!」号・21編成・ハーフラッピング)
  - 2020年3月23日に前述の「「KEIKYU for You」号」となった。
- 阪急電鉄（阪急電鉄号・23編成・ハーフラッピング）（以前は「チキンラーメン」のハーフラッピングだった）
- 日世（ニックン&セイチャン号・25編成・ハーフラッピング）[9]
- 大阪モノレール(ブルーエール号・23編成・ハーフラッピング)

### 広告ラッピング車両の追加ステッカー
- 21編成「りそな号」（現存せず）の片側1両（白い側面の先頭車）に、2007年秋から2008年6月まで「りそな号小学生絵画コンクール」のステッカーと絵画のステッカーが2枚貼付されていた。なお、ステッカー貼付中は運転席つき車両の車内において絵画の展示（原画ではなく印刷されたもの）があった。
- 23編成「チキンラーメン号」（現存せず）の各車両に1箇所ずつ、2008年初めから「インスタントラーメン発明50周年」のステッカーが貼付されていた。なお、23編成は2009年にロングシート改造を行った際に、ラッピングの張り替えが行われ、張り替え後のラッピングはデザインの変更はないものの追加ステッカーはなくなっていた。

### 「新潟米号」
公式ホームページの「走る広告塔！」では以前は「しんたまご号」と紹介されていたが、その頃は全農たまご株式会社提供の「しんたまご」の広告車と「新潟米」の広告車が2両ずつ交互に連結されており、「しんたまご号」は全体のうちの2両だけの呼称と考えられた。公式広報誌の「こんにちは！モノレールです」2005年新春号では、全体を「全農号」として紹介されていた。現在では「しんたまご」の広告車だけが「こしいぶき」のラッピングに変更されたために、公式ホームページでの愛称が「JA・全農にいがた号」に変更後、さらに「新潟米号」に変更されたため、ここでも「新潟米号」とする。なお、新潟米の広告車の部分は以前は「メグミルク」、さらにその前は「農協牛乳」のラッピングだった。

### 「チキンラーメンひよこちゃん号」
現在走行している04編成の広告車は、公式ホームページの「走る広告塔！」では旧デザインのひよこちゃんが描かれた広告車である23編成（現存せず）と同様に「チキンラーメン号」として紹介されているが、現広告車の登場時に主要駅に掲出されたポスターには「チキンラーメンひよこちゃん号登場」と紹介されていた。ここでも旧広告車と区別するため、現広告車を「チキンラーメンひよこちゃん号」とする。

### 「「KEIKYU for You」号」
現在走行している21編成の京急ラッピングは2020年3月23日にデザインが変更され、公式ホームページでの愛称が「「KEIKYU for You」号」に変更された。ここでも旧広告と区別するため、現広告を「「KEIKYU for You」号」とする。

### 過去の広告ラッピング車両ギャラリー

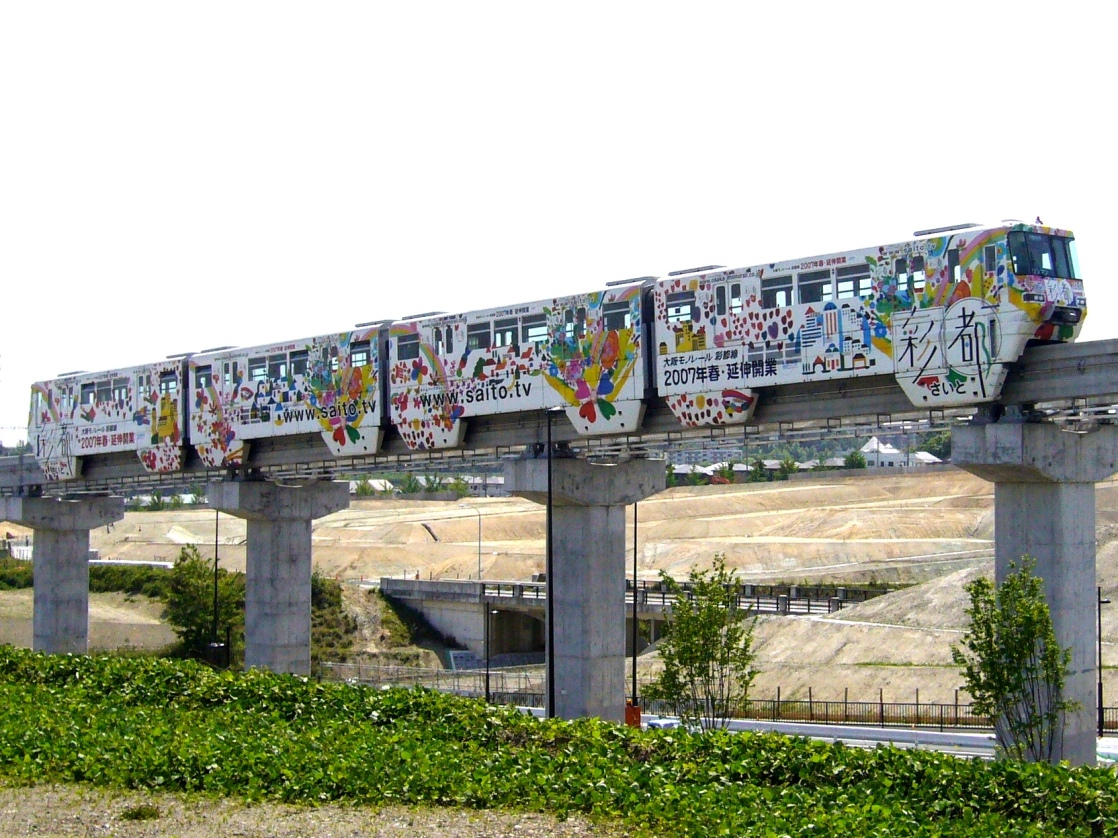
01編成「彩都号」
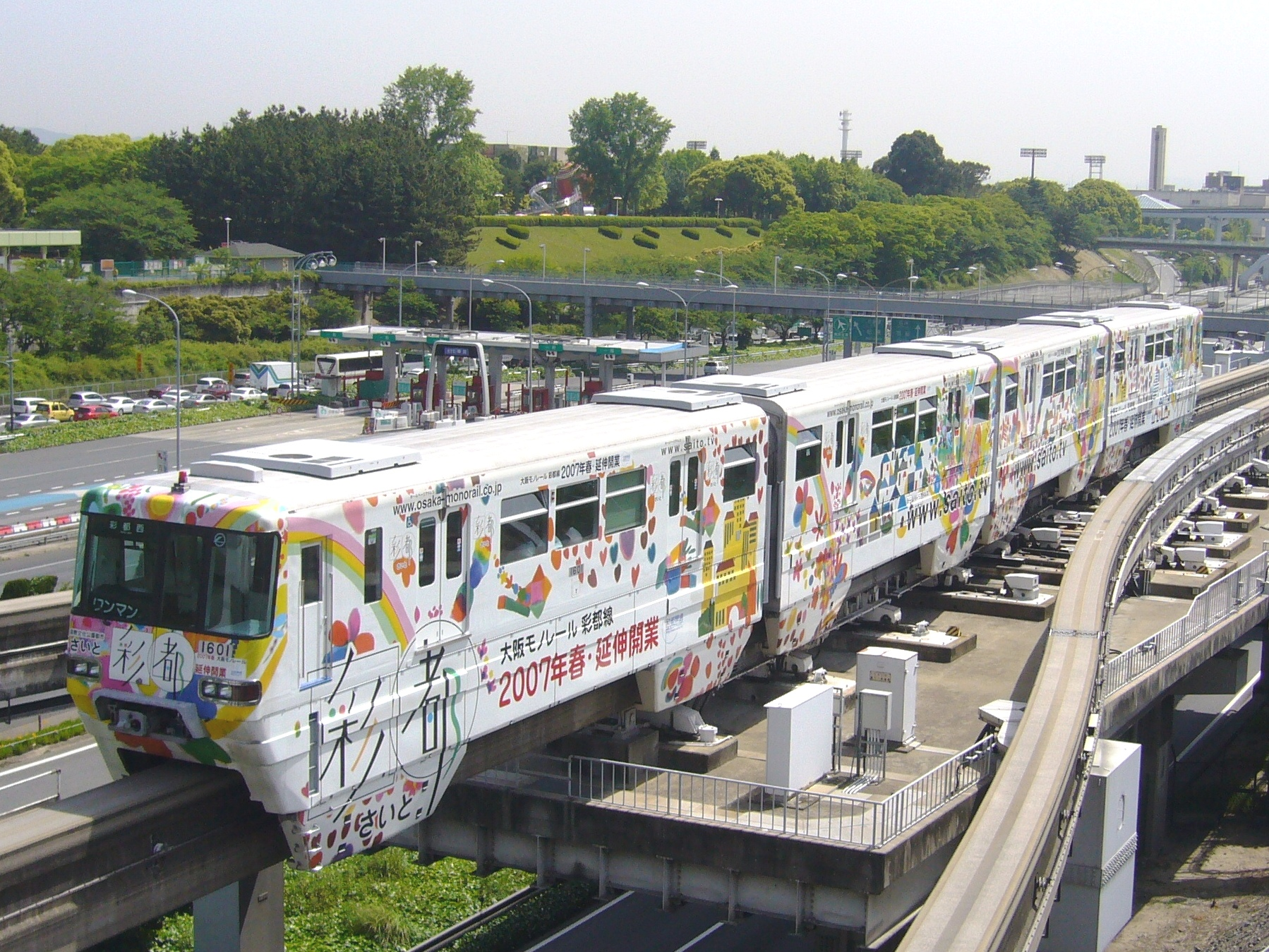
01編成「彩都号」
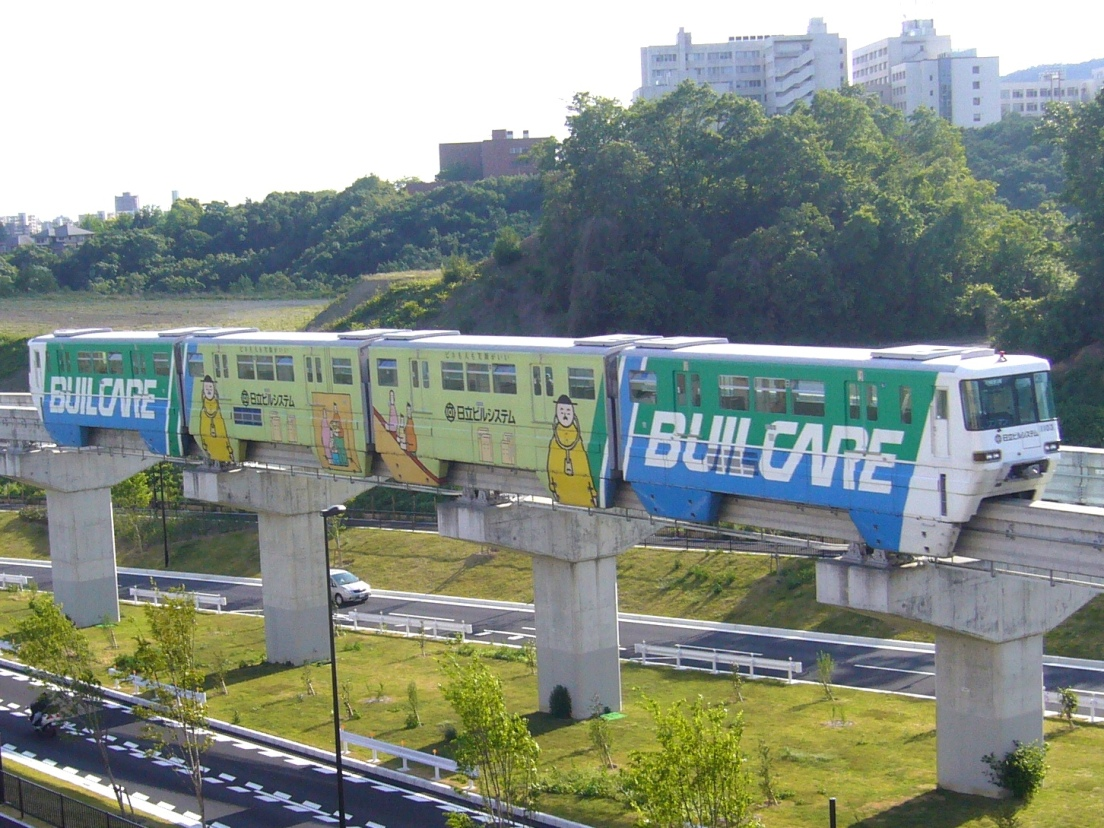
03編成「ビルケア号」
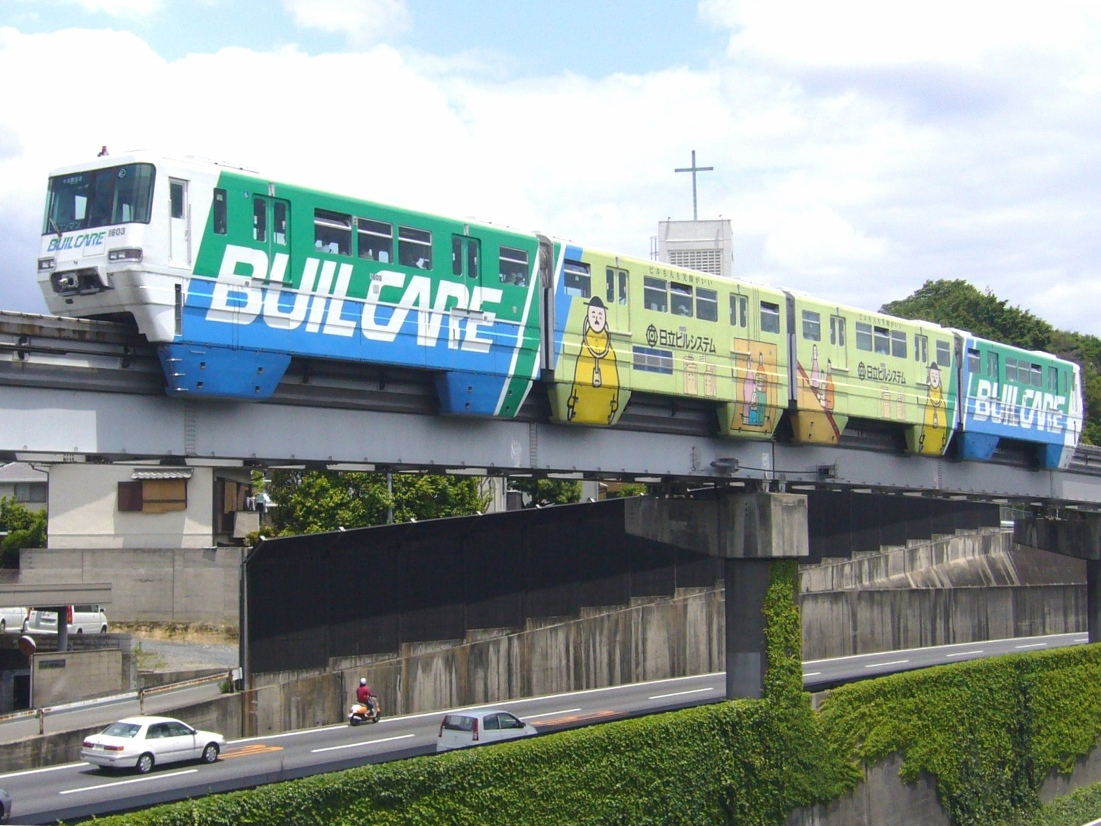
03編成「ビルケア号」
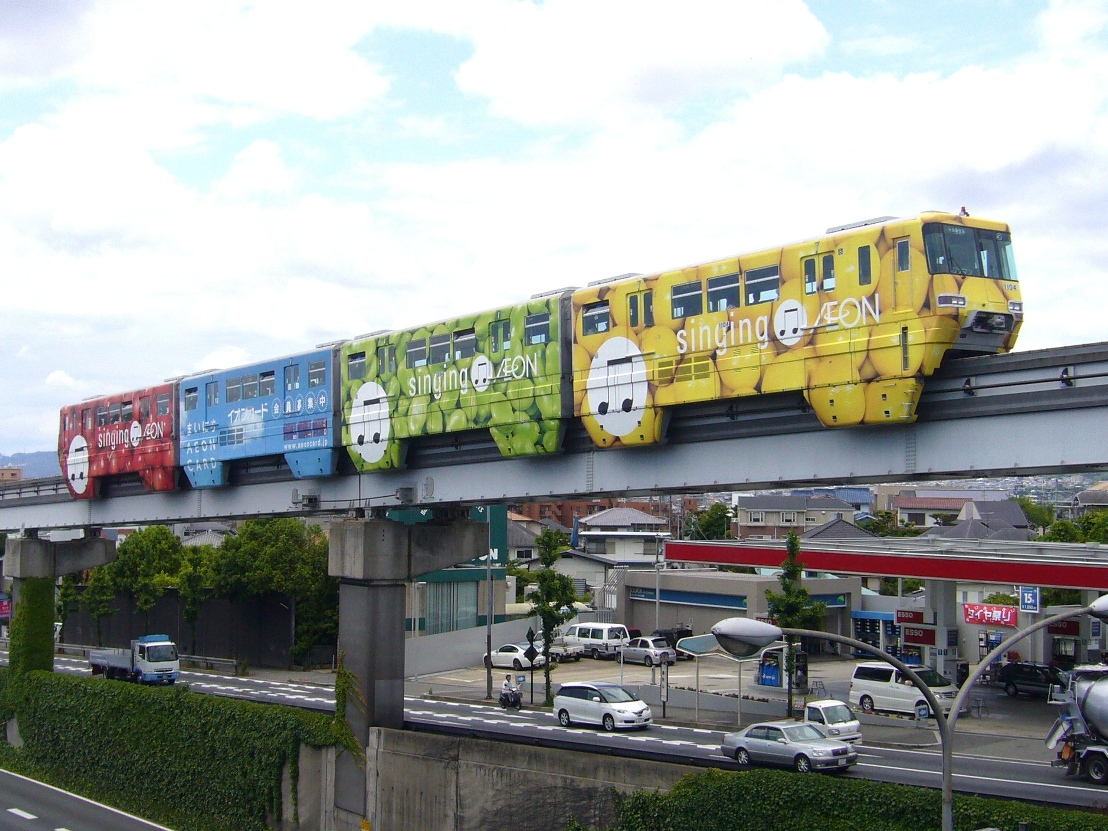
04編成「イオン号」
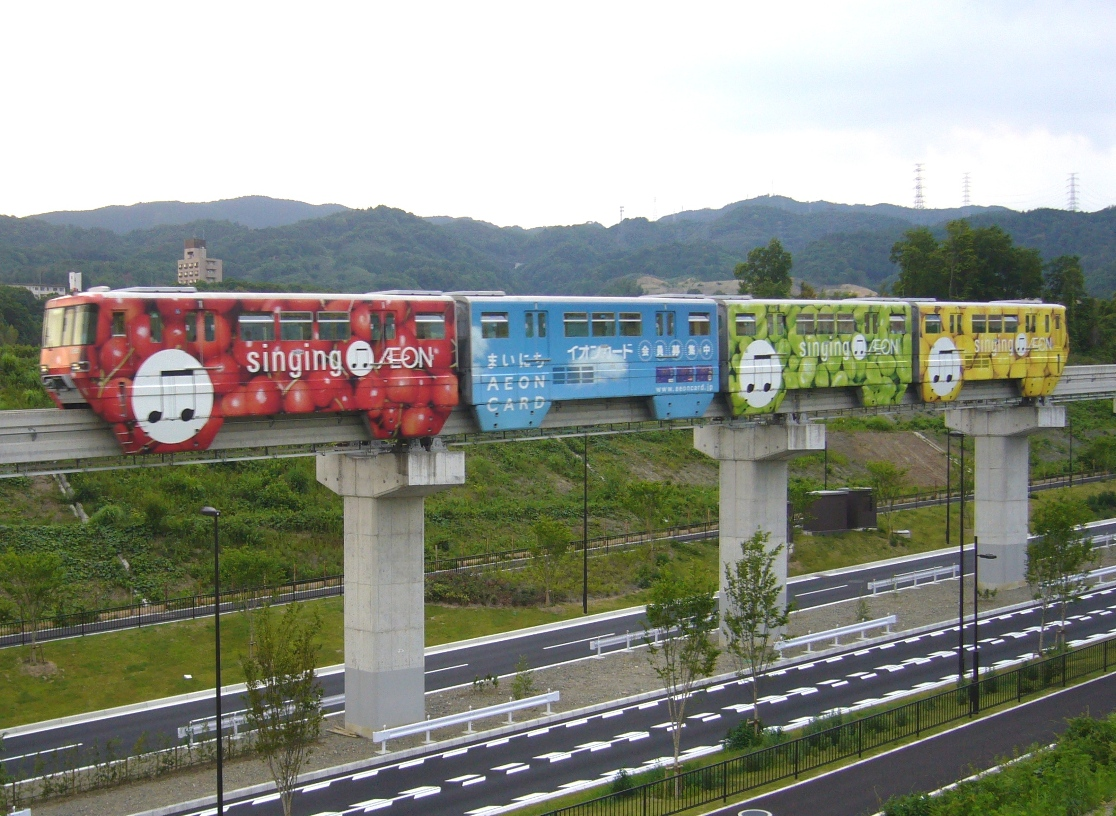
04編成「イオン号」
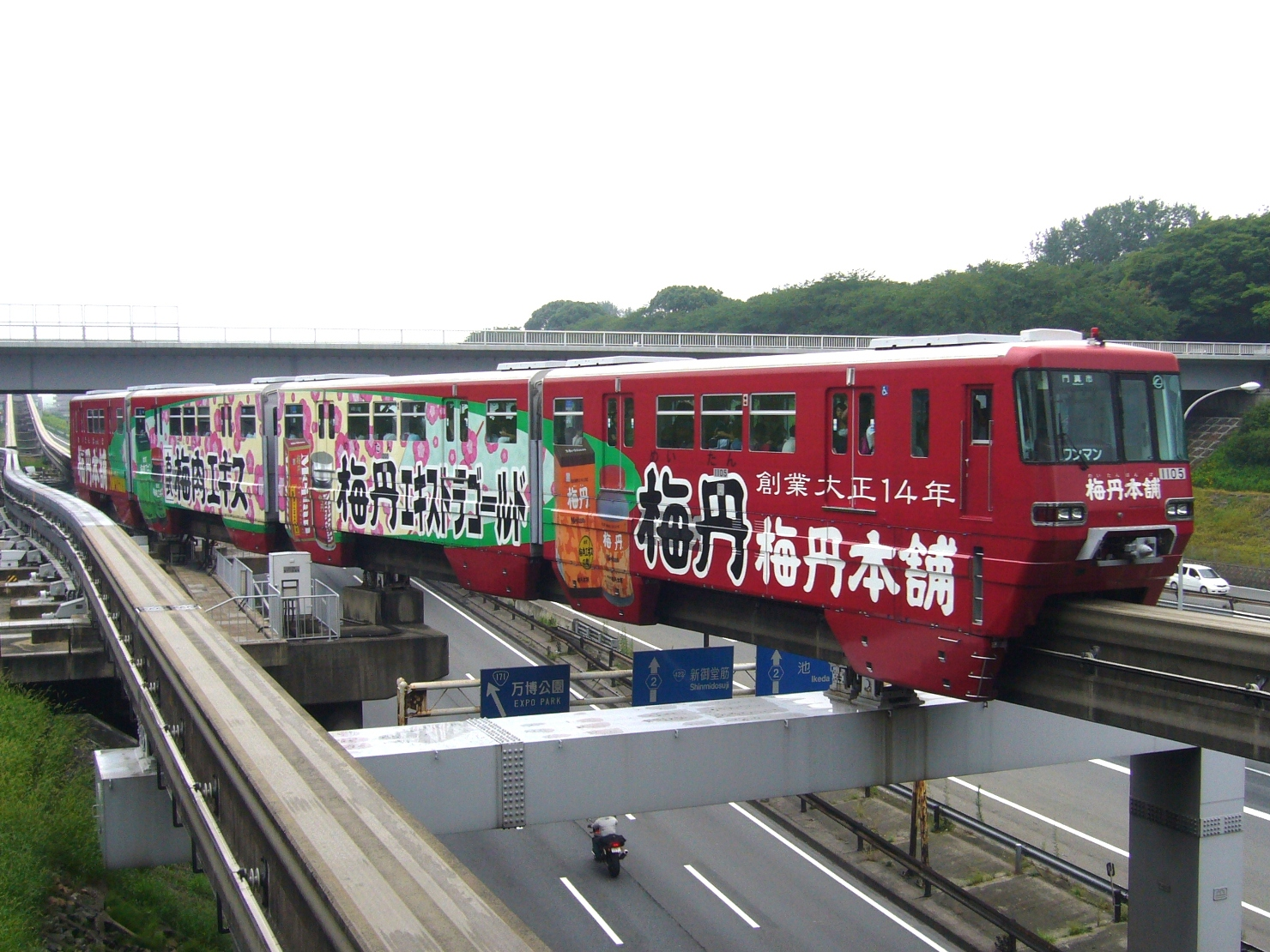
05編成「梅丹号」
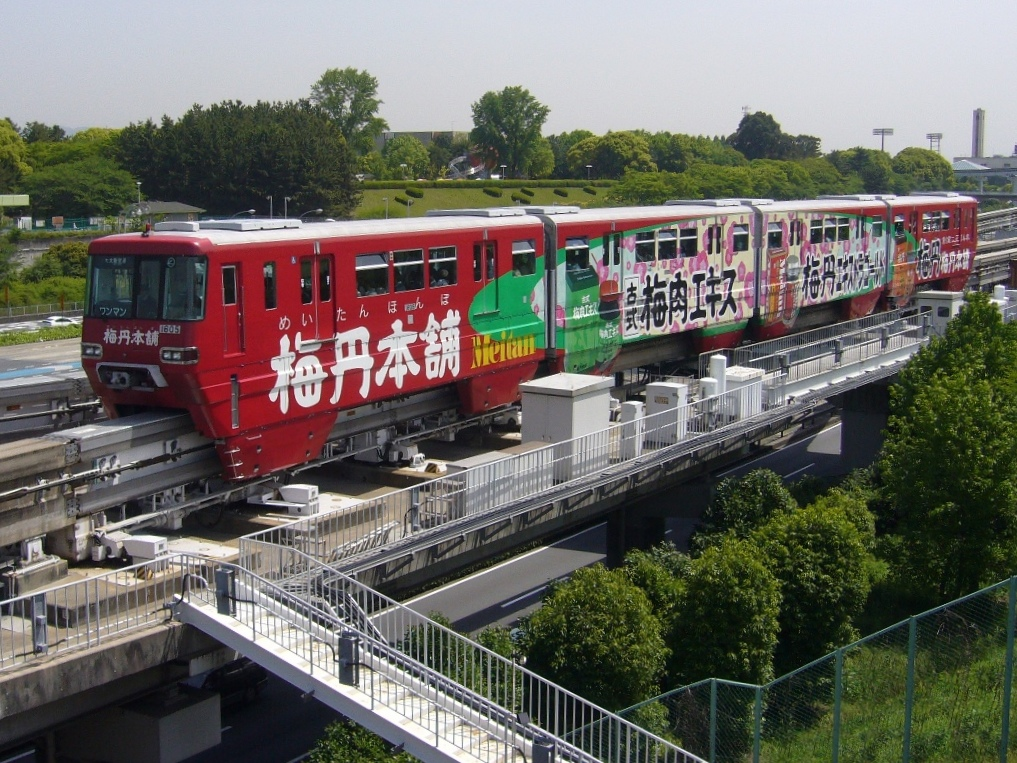
05編成「梅丹号」
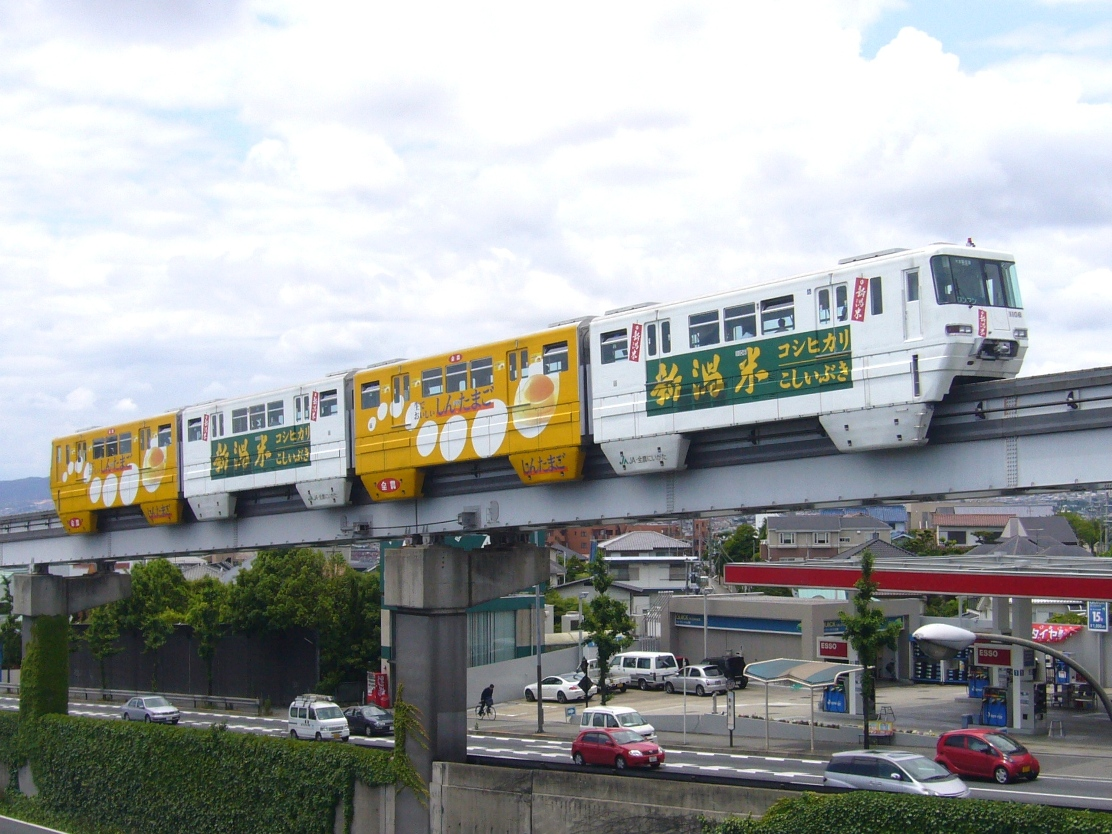
06編成「全農号」（旧ラッピング）
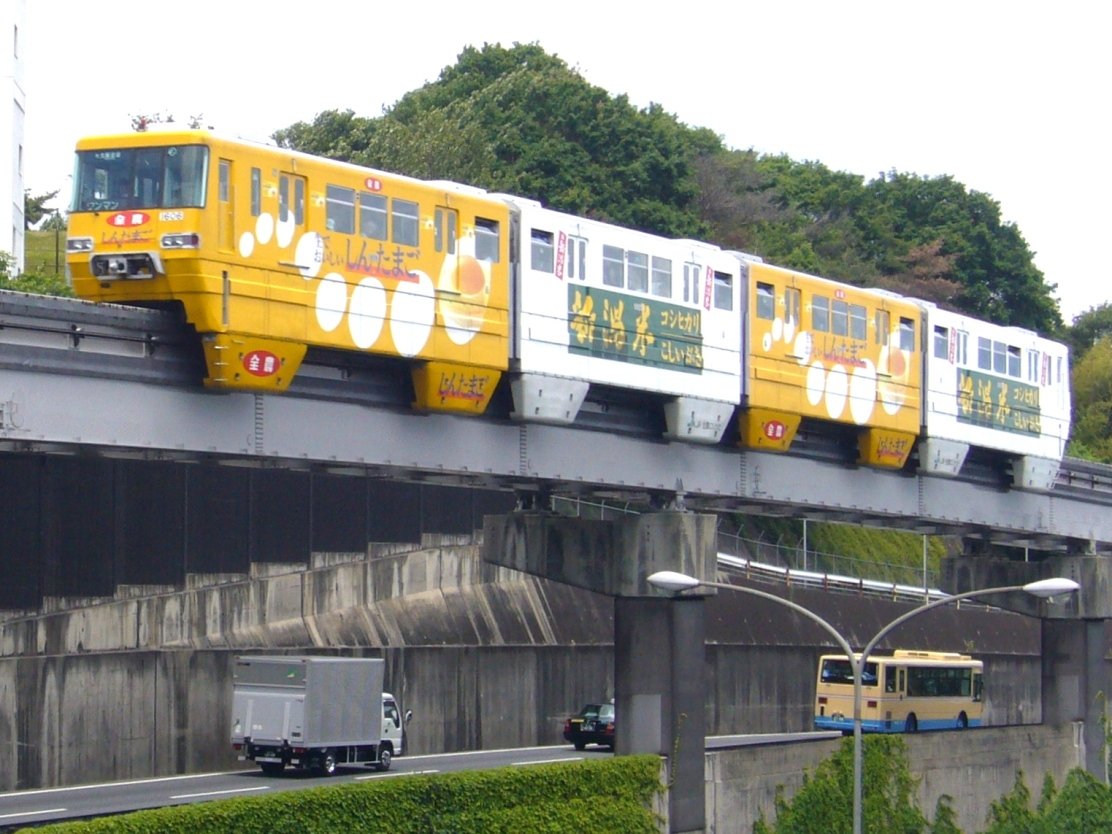
06編成「全農号」（旧ラッピング）
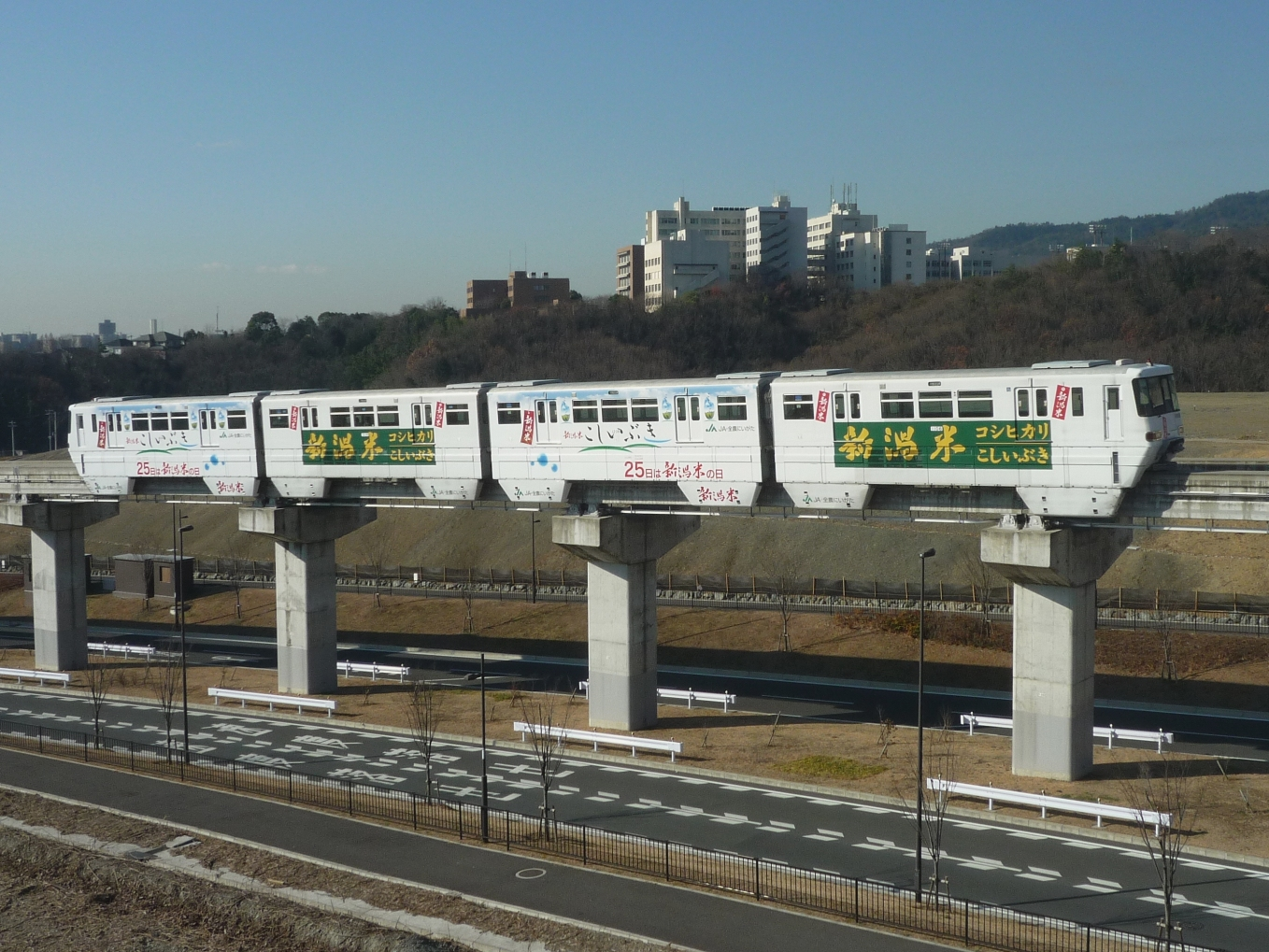
06編成「新潟米号」
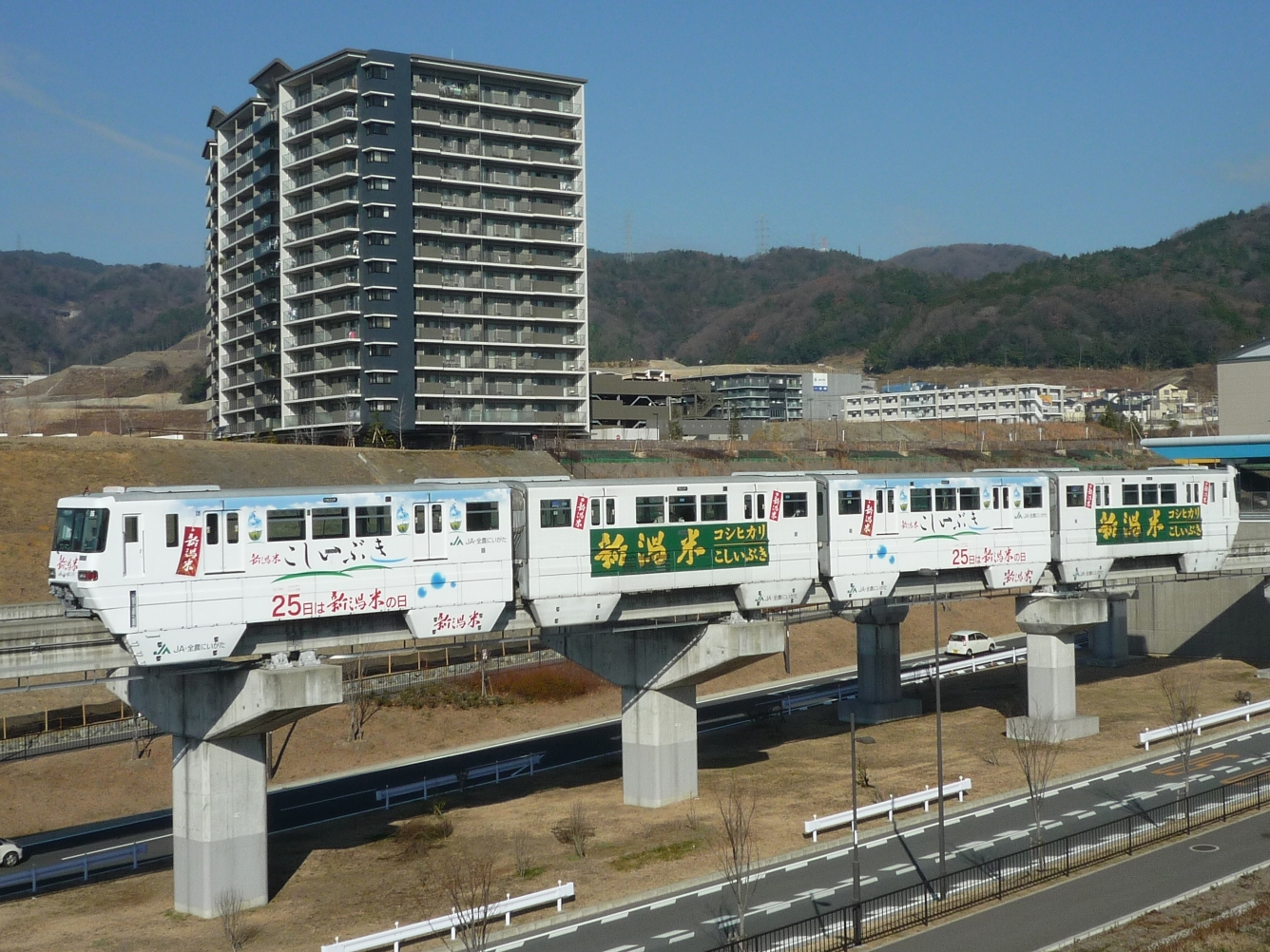
06編成「新潟米号」
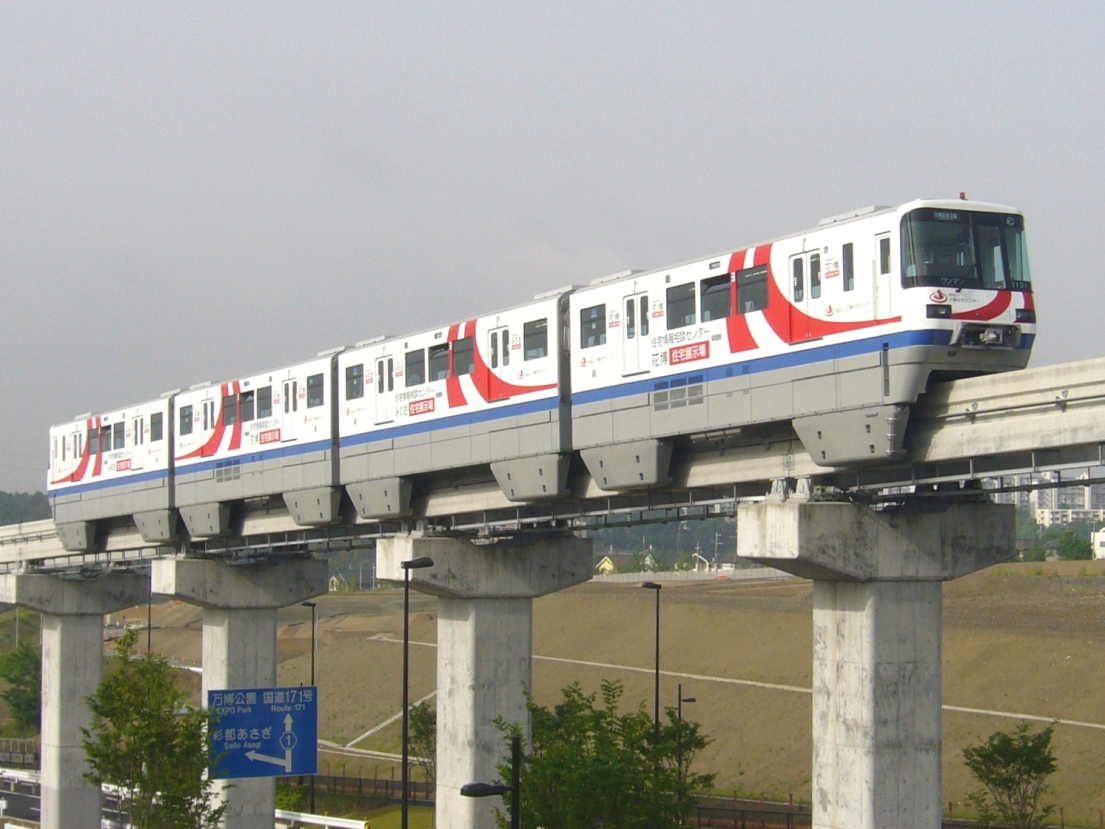
31編成「大阪住宅センター号」
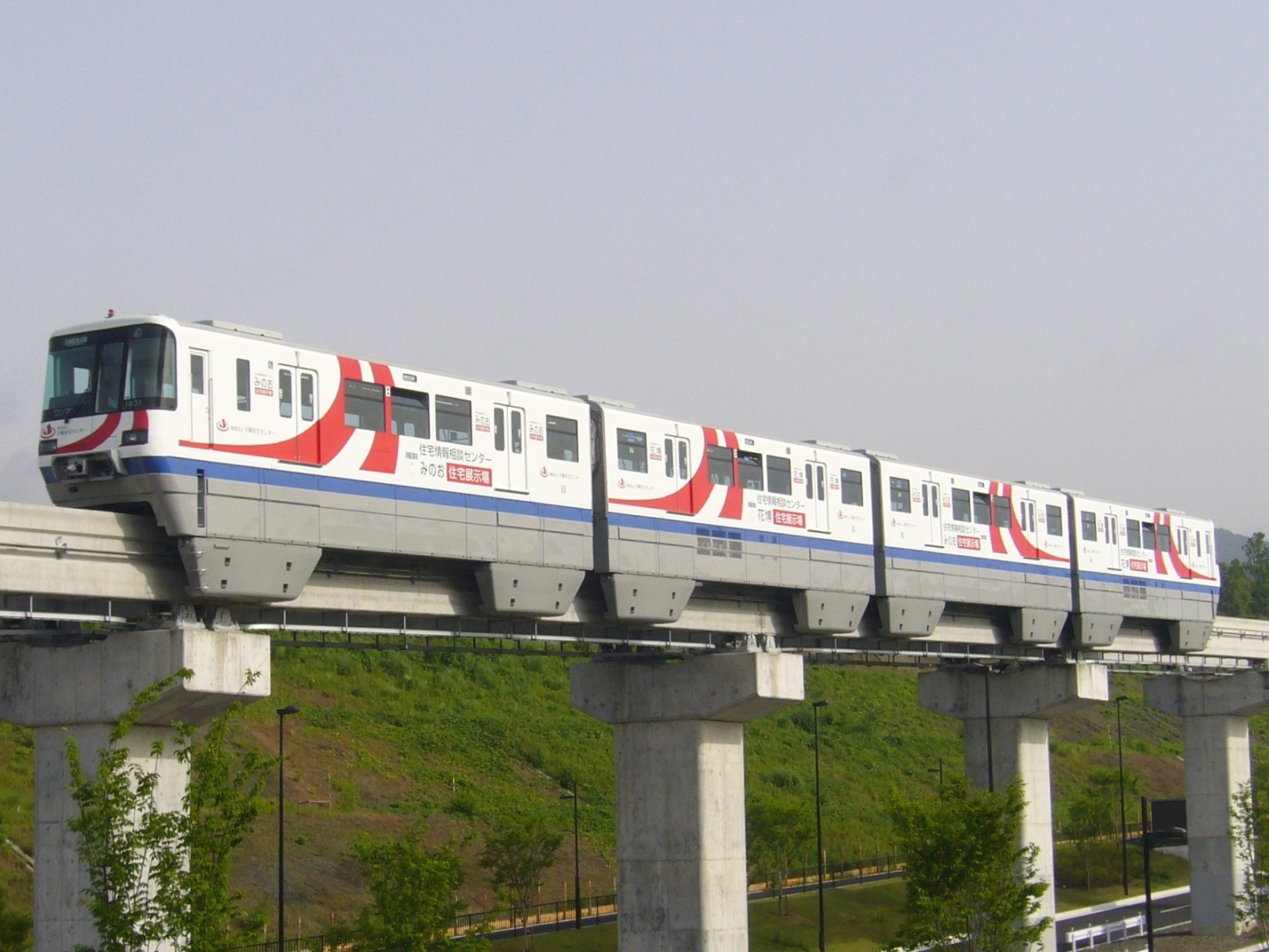
31編成「大阪住宅センター号」
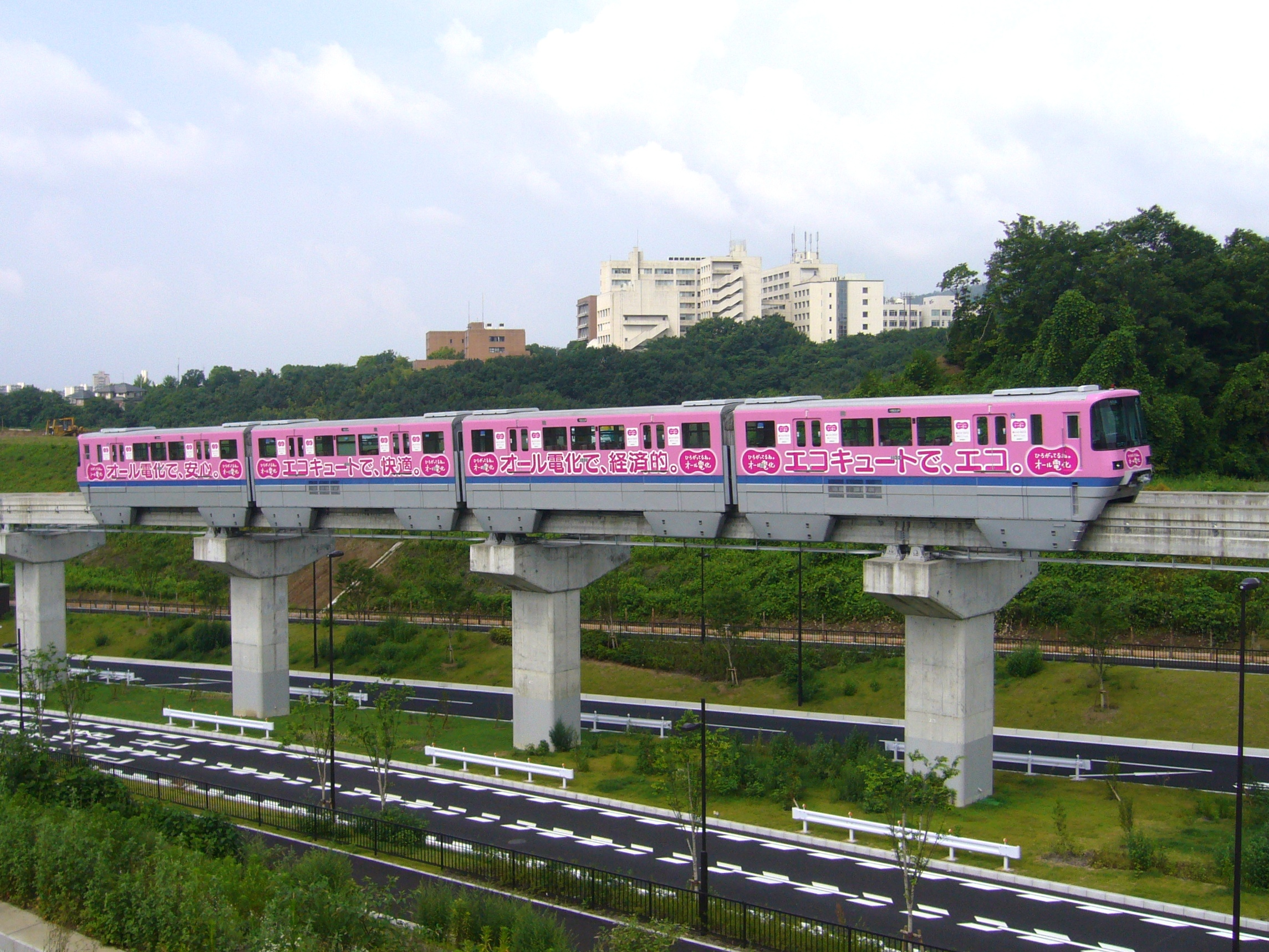
32編成「オール電化号」（初代ラッピング）
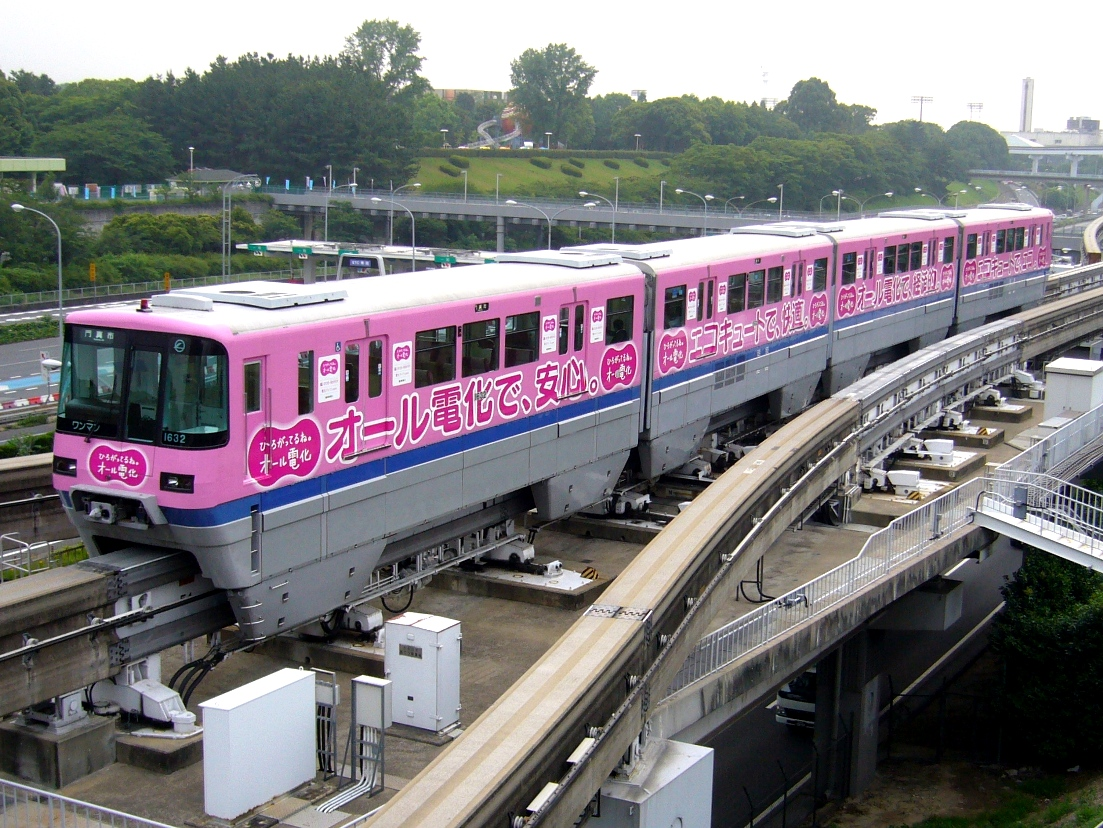
32編成「オール電化号」（初代ラッピング）
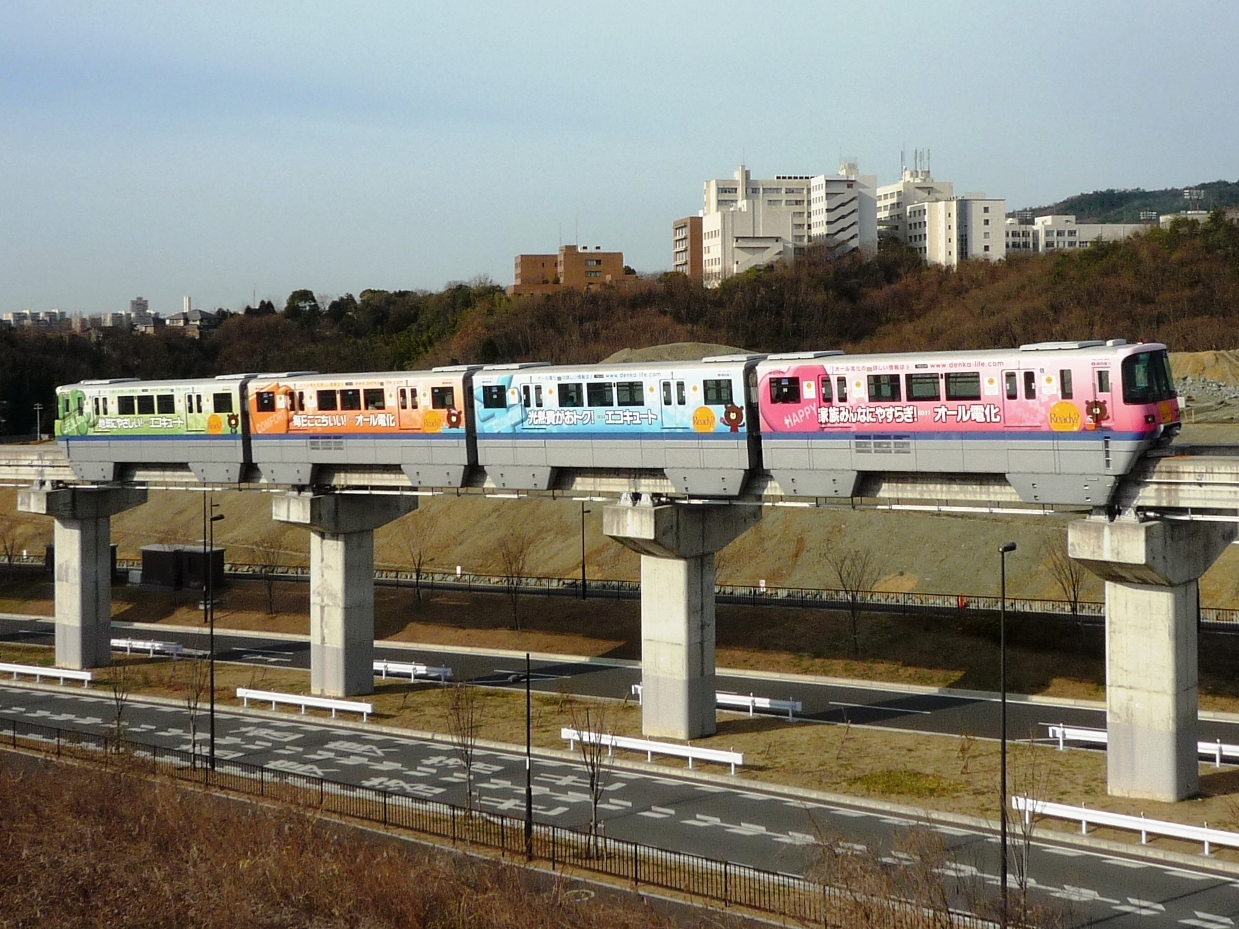
32編成「オール電化号」（2代目ラッピング）
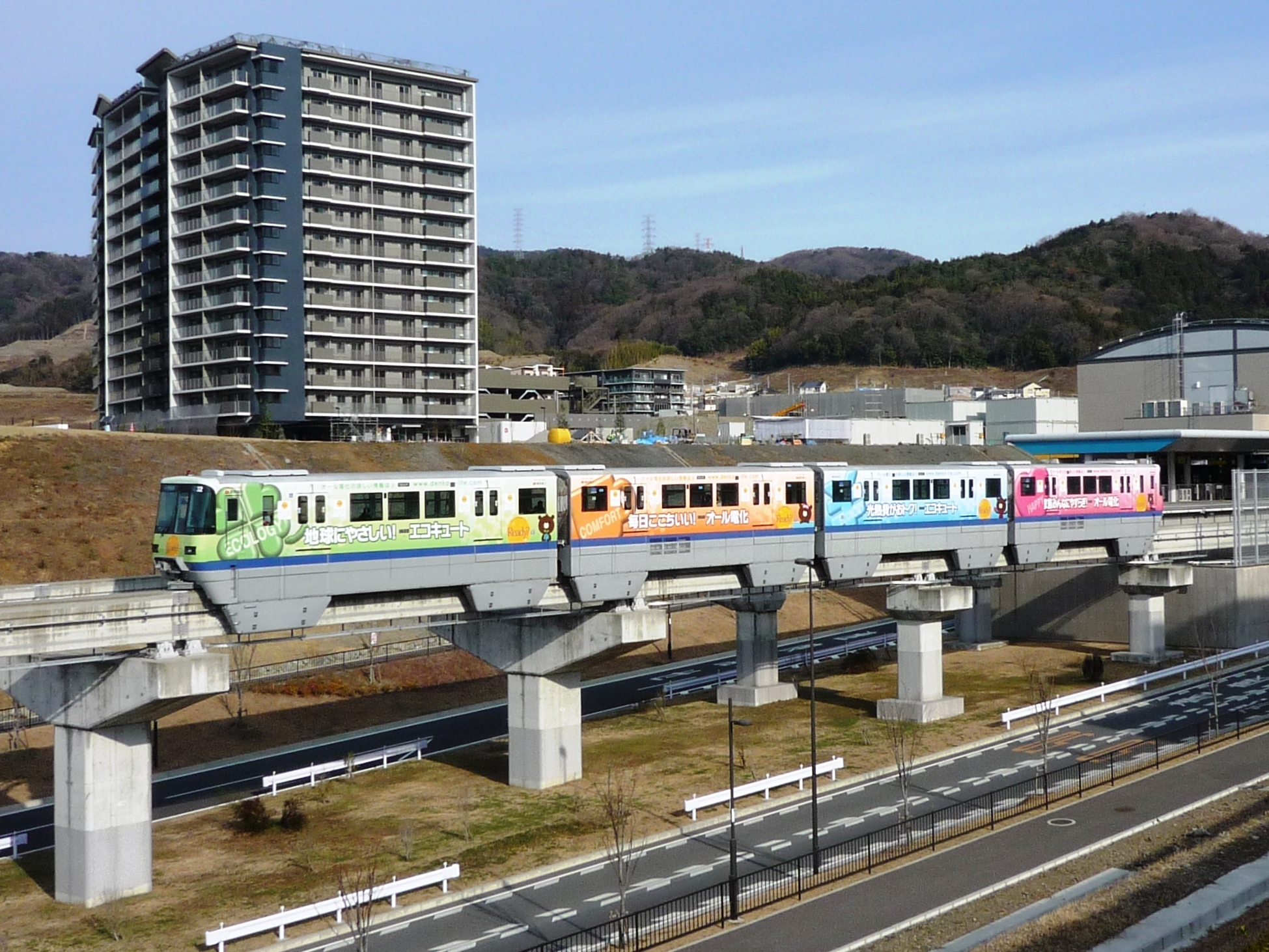
32編成「オール電化号」（2代目ラッピング）
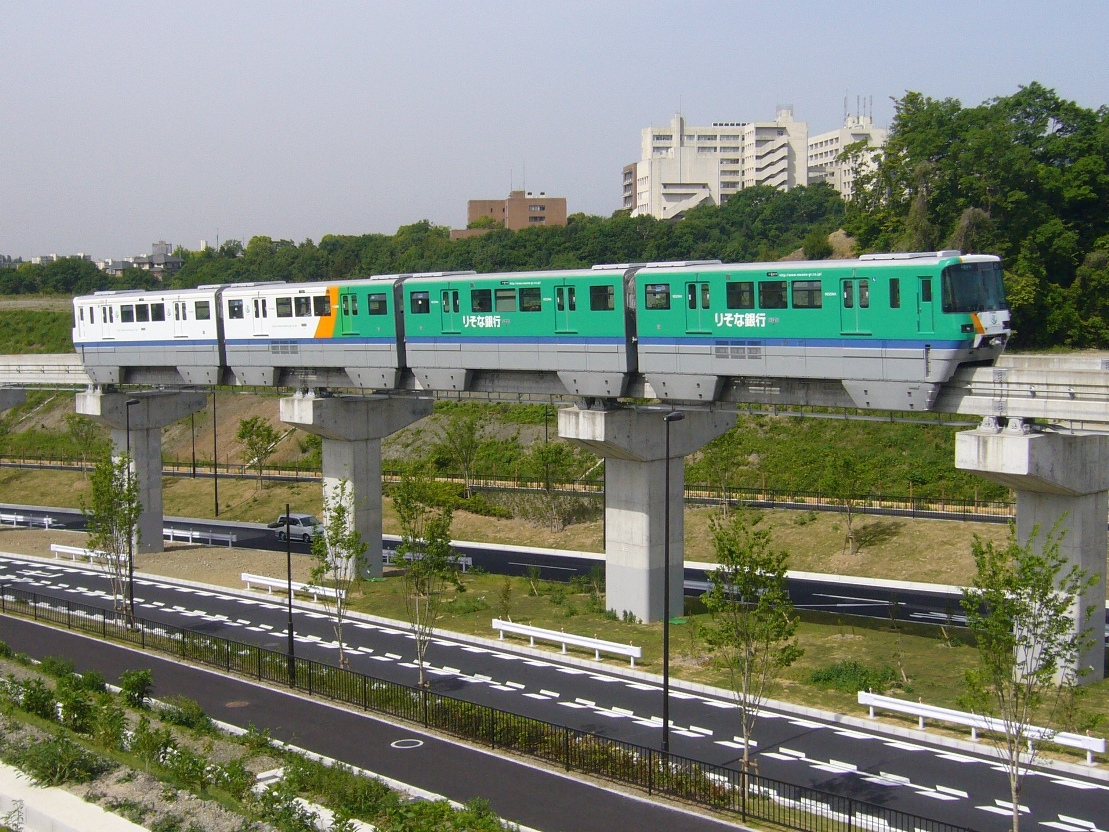
21編成「りそな号」
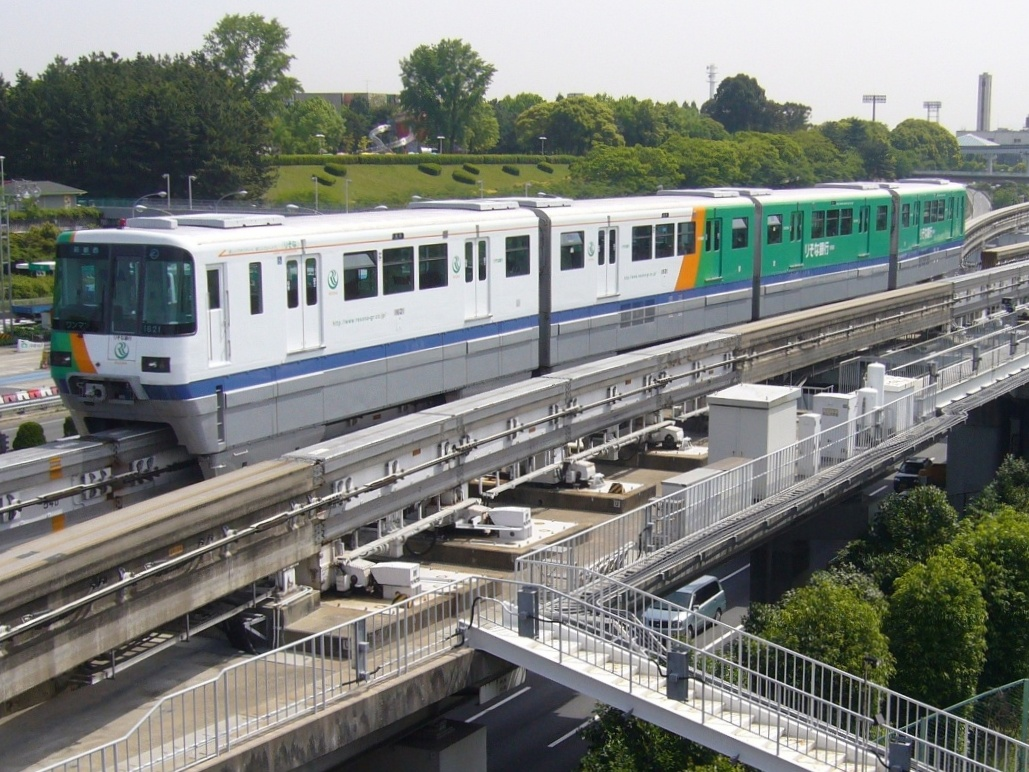
21編成「りそな号」
23編成「チキンラーメン号」
23編成「チキンラーメン号」
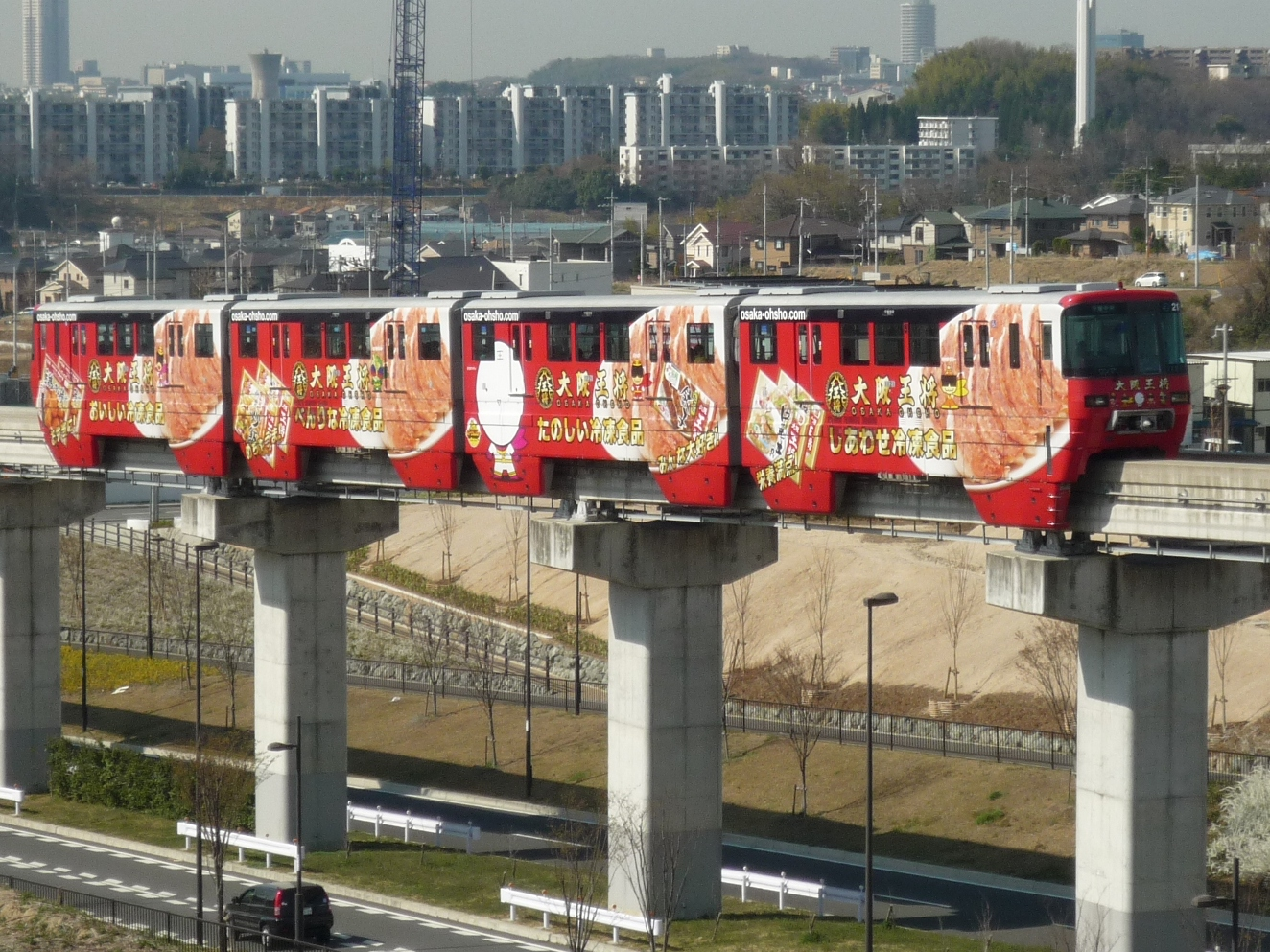
21編成「大阪王将号」
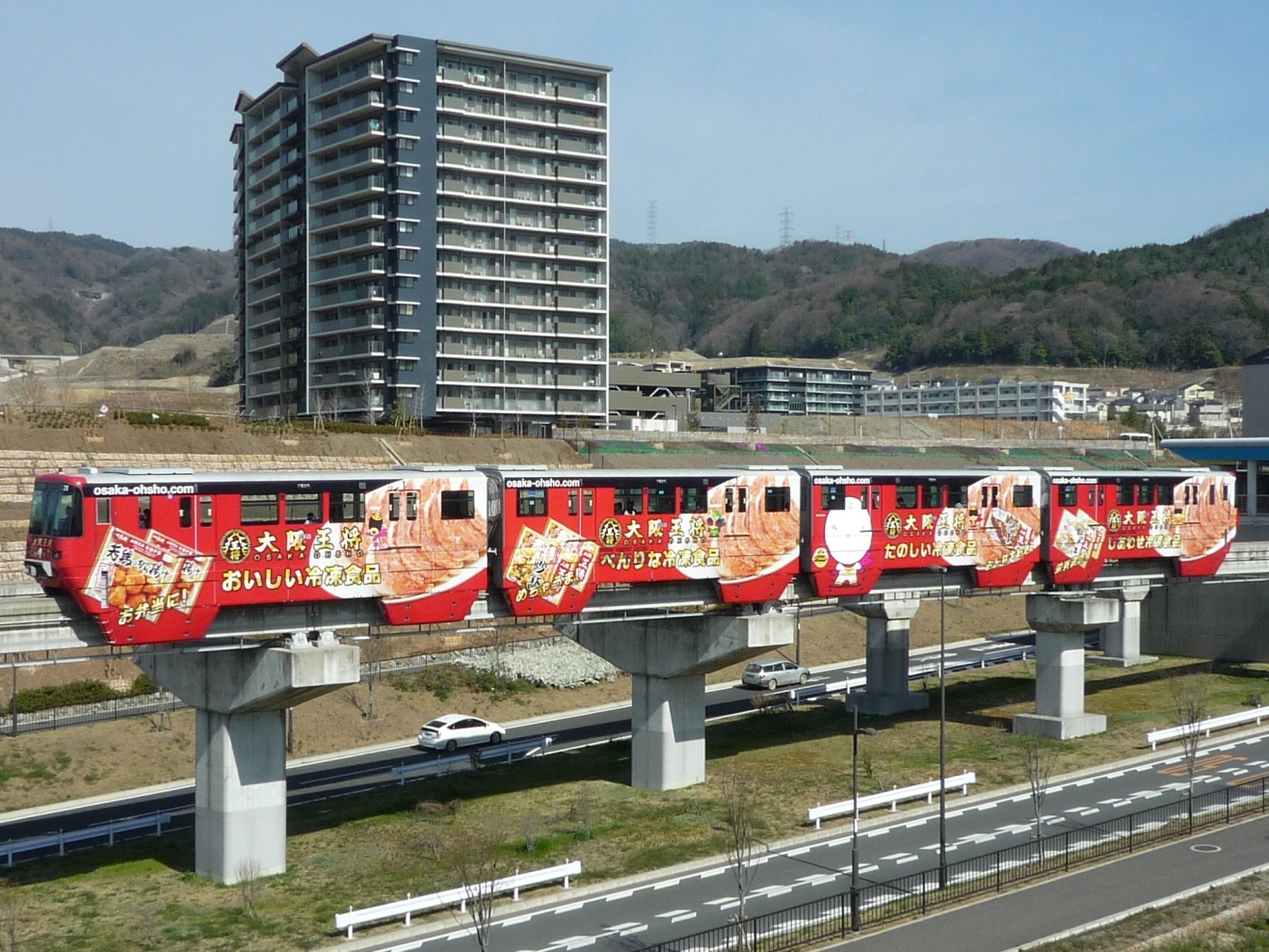
21編成「大阪王将号」
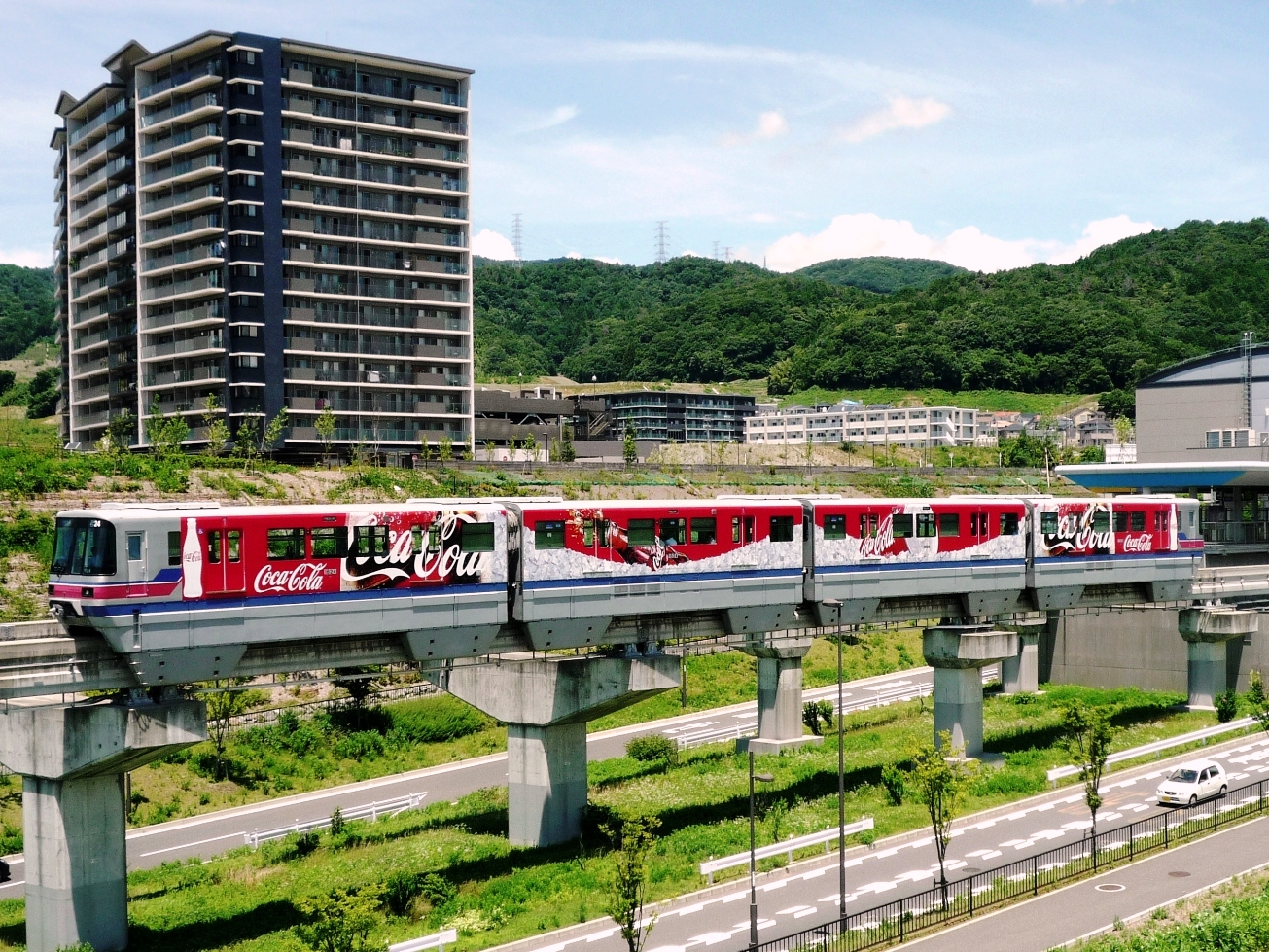
24編成「コカ・コーラ号」
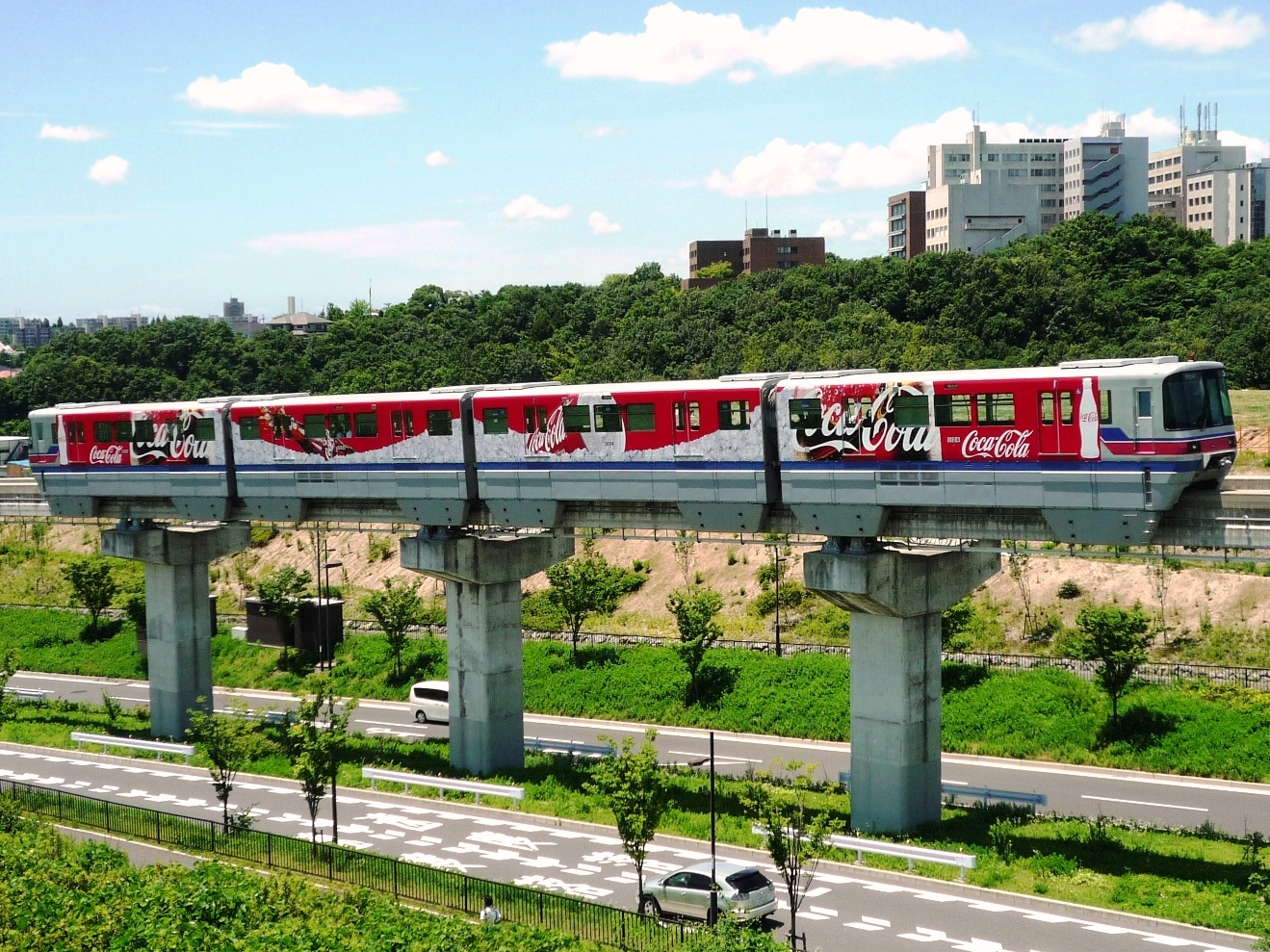
24編成「コカ・コーラ号」
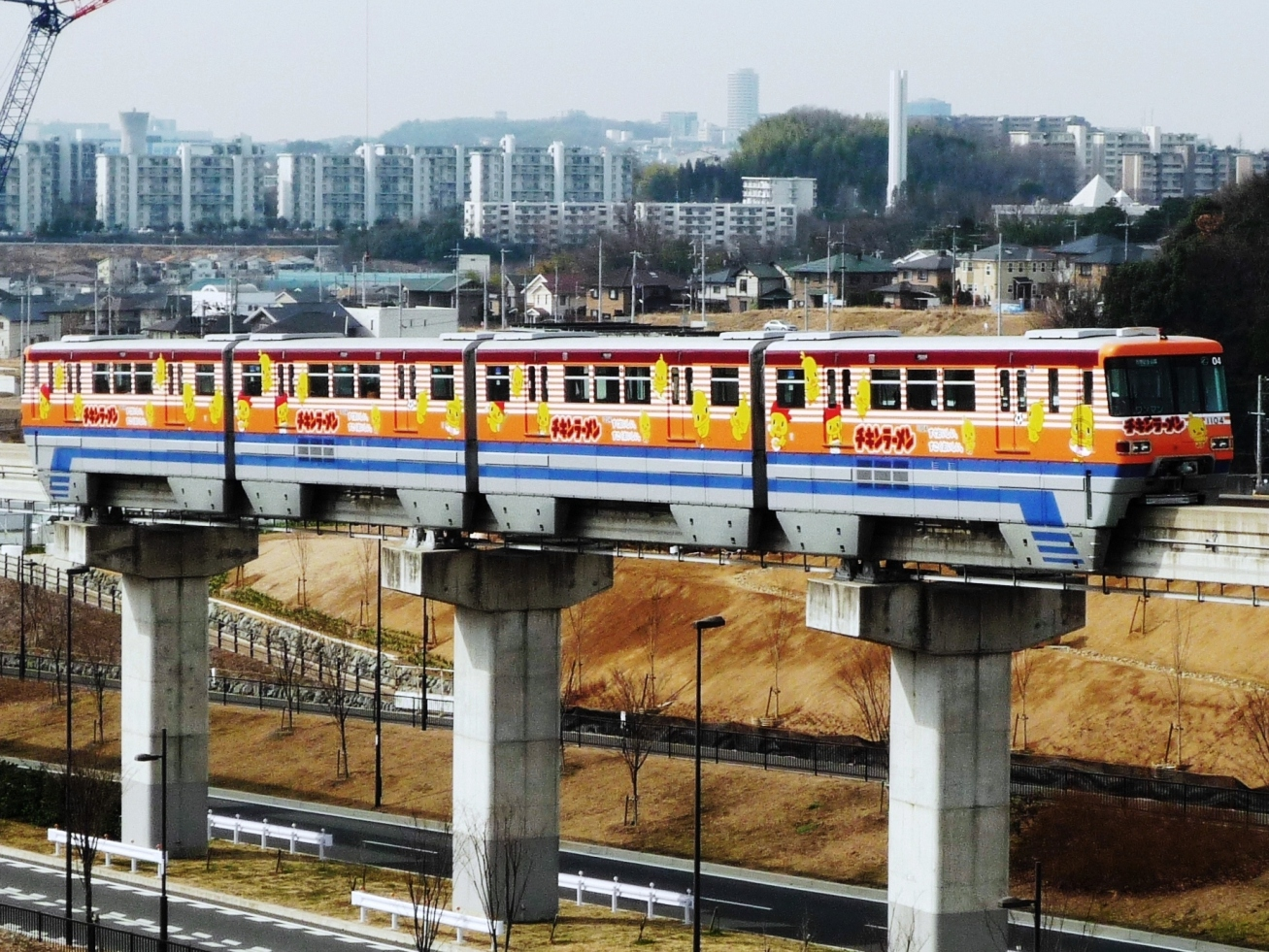
04編成「チキンラーメンひよこちゃん号」
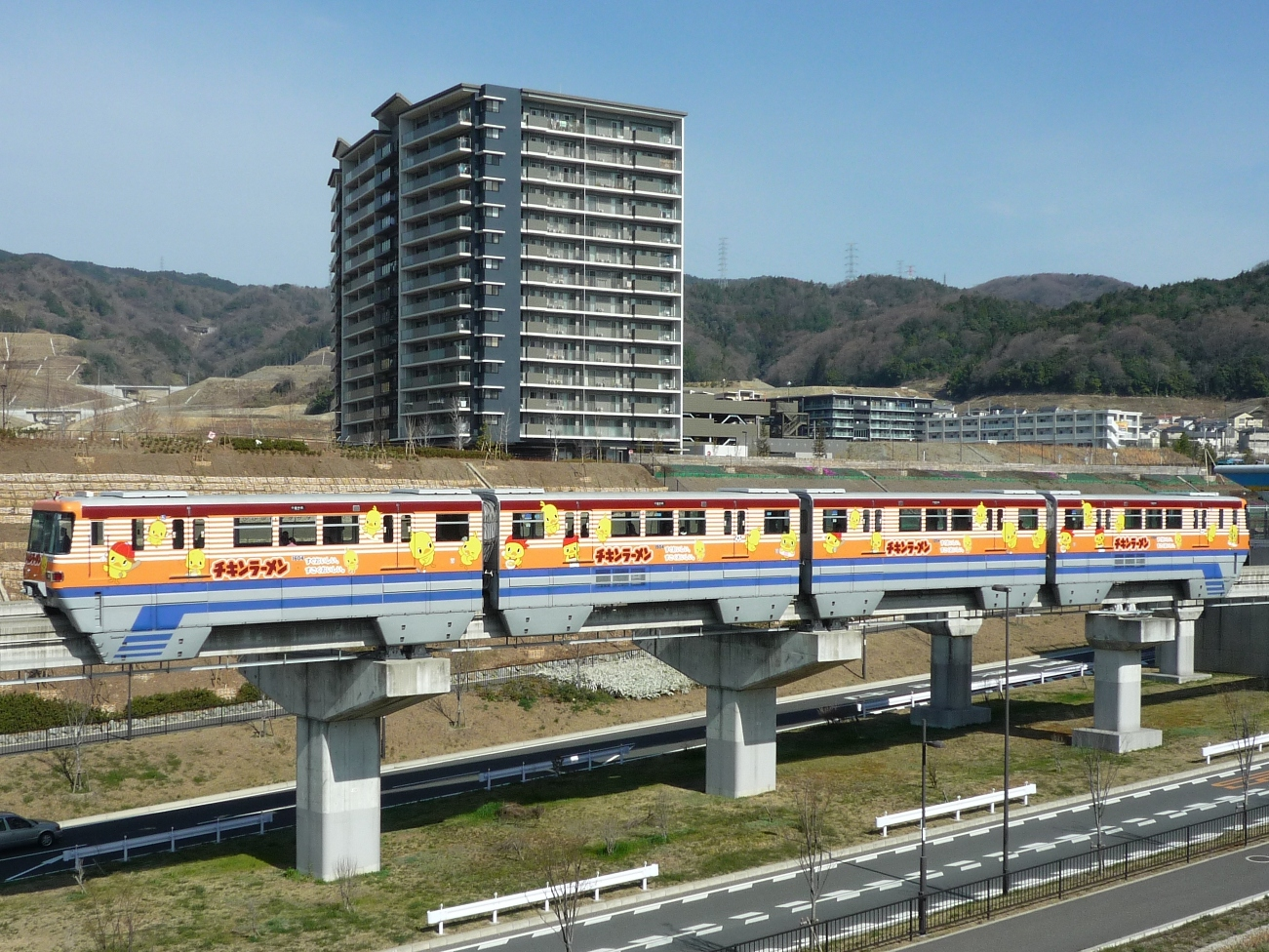
04編成「チキンラーメンひよこちゃん号」
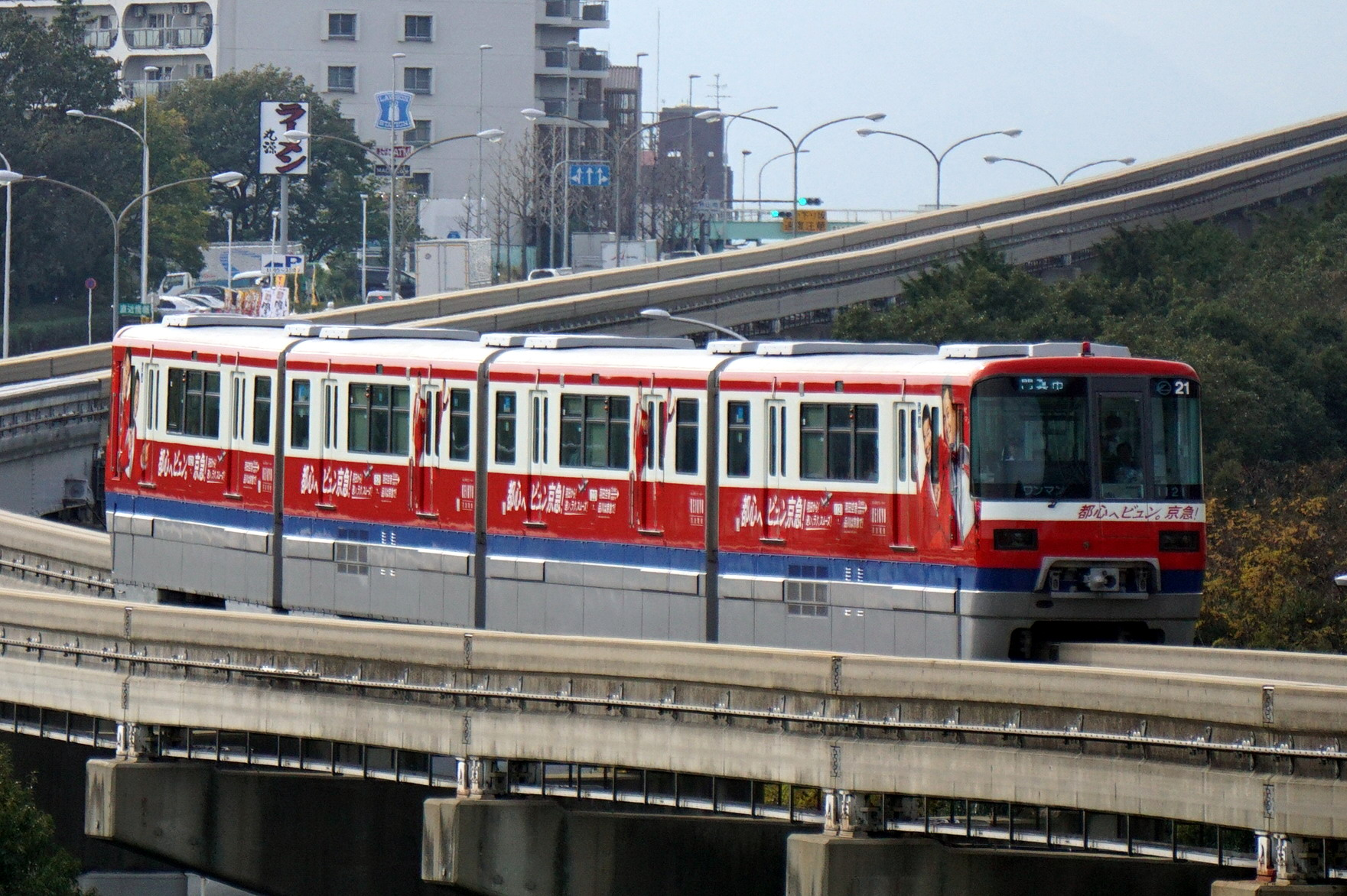
21編成「「都心へビュン。京急！」号」（初代京急ラッピング）
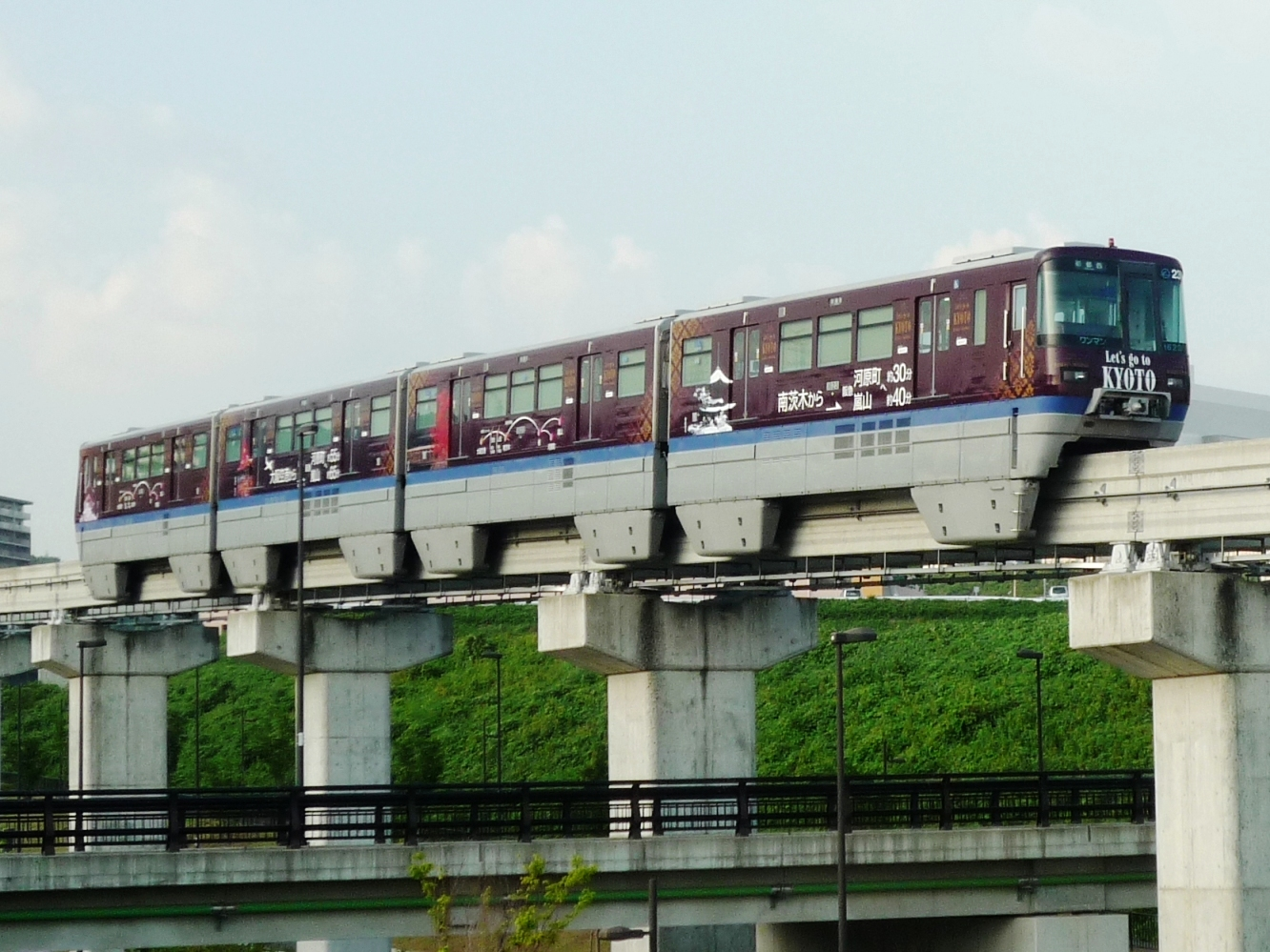
23編成「阪急電鉄号」
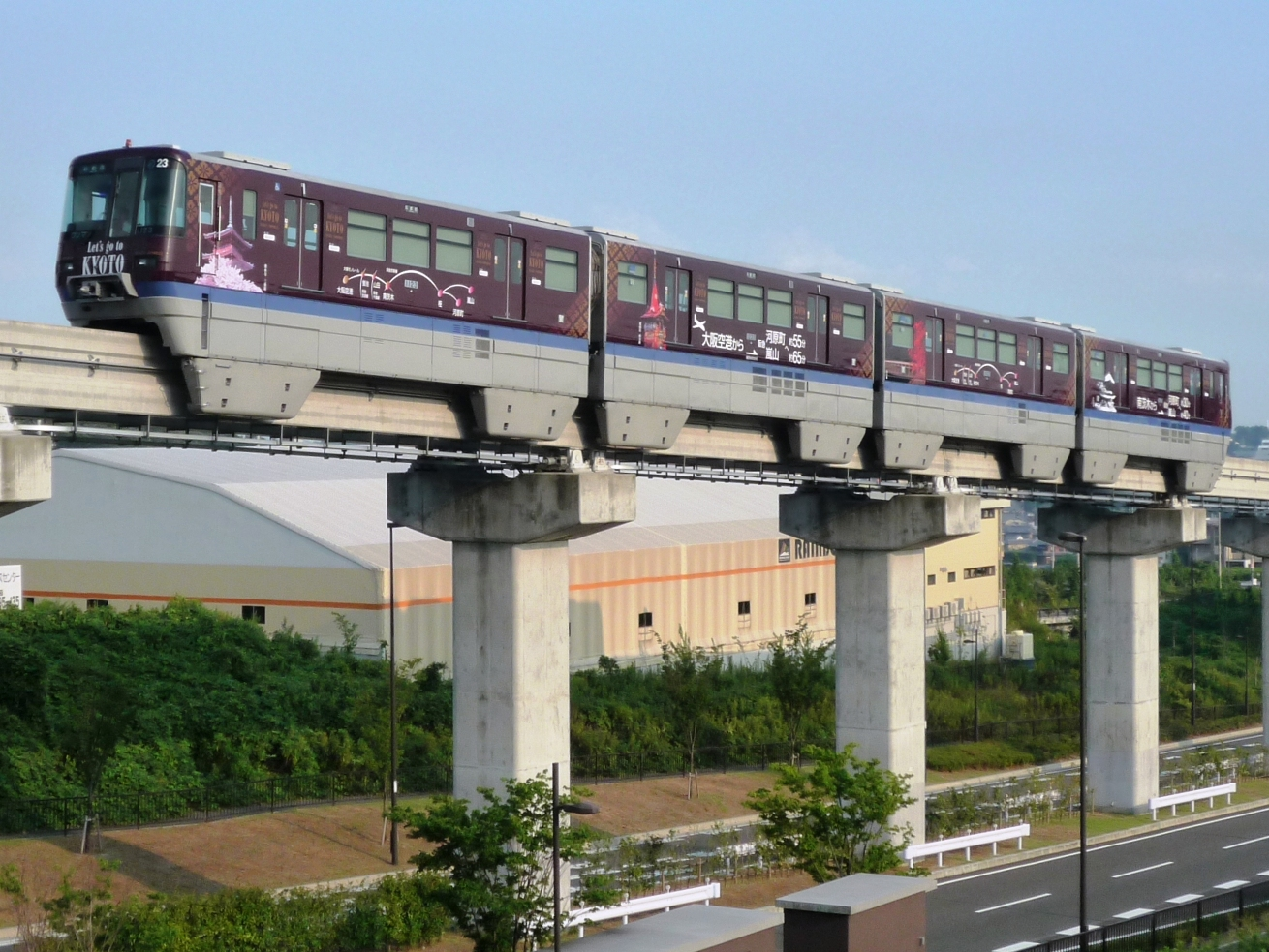
23編成「阪急電鉄号」

### エキスポランド事故の影響

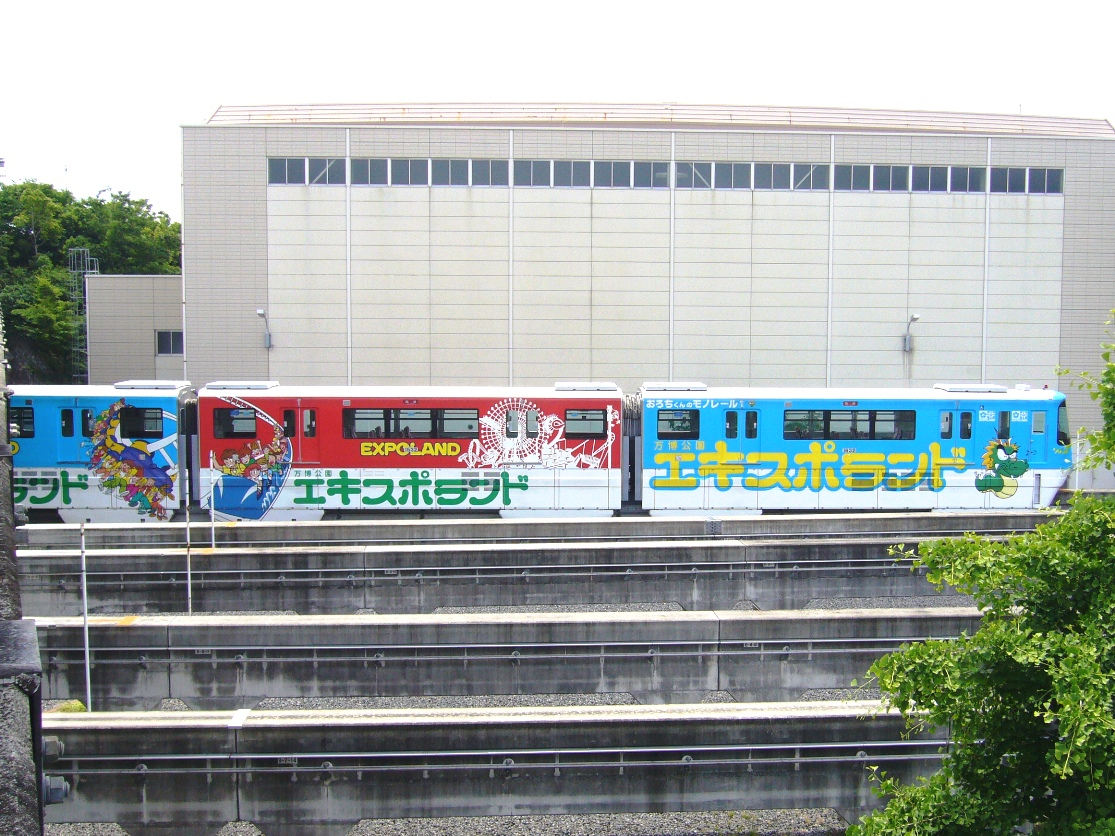
予備車となって留置中だった頃の32編成「おろちくんのモノレール」

2007年5月5日に発生したジェットコースター「風神雷神II」の脱輪事故の影響で、エキスポランドが広告主の32編成「おろちくんのモノレール」は事故以降、遺族・被害者感情を考慮して、予備車扱いとなっていた。その後エキスポランド側は2007年6月限りで広告契約を打ち切ったため、広告ラッピングは外されてオリジナル塗色に戻ったうえで、いったん運用に復帰していたが、その後すぐに関西電力の広告ラッピング車となっている。なお、32編成はクロスシート編成であったが、その時は車内の改造は行われなかった。

## 車両の更新・改造

### クロスシート車のロングシート化

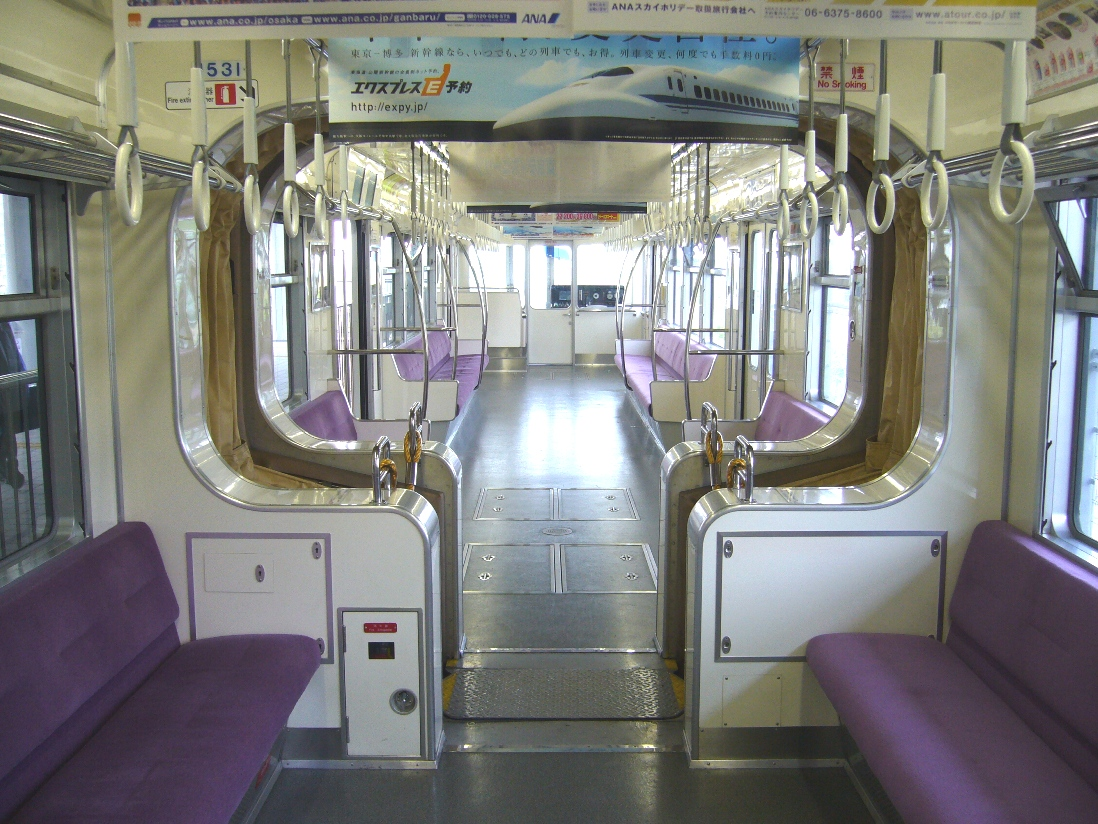
31編成のロングシート化改造後の車内

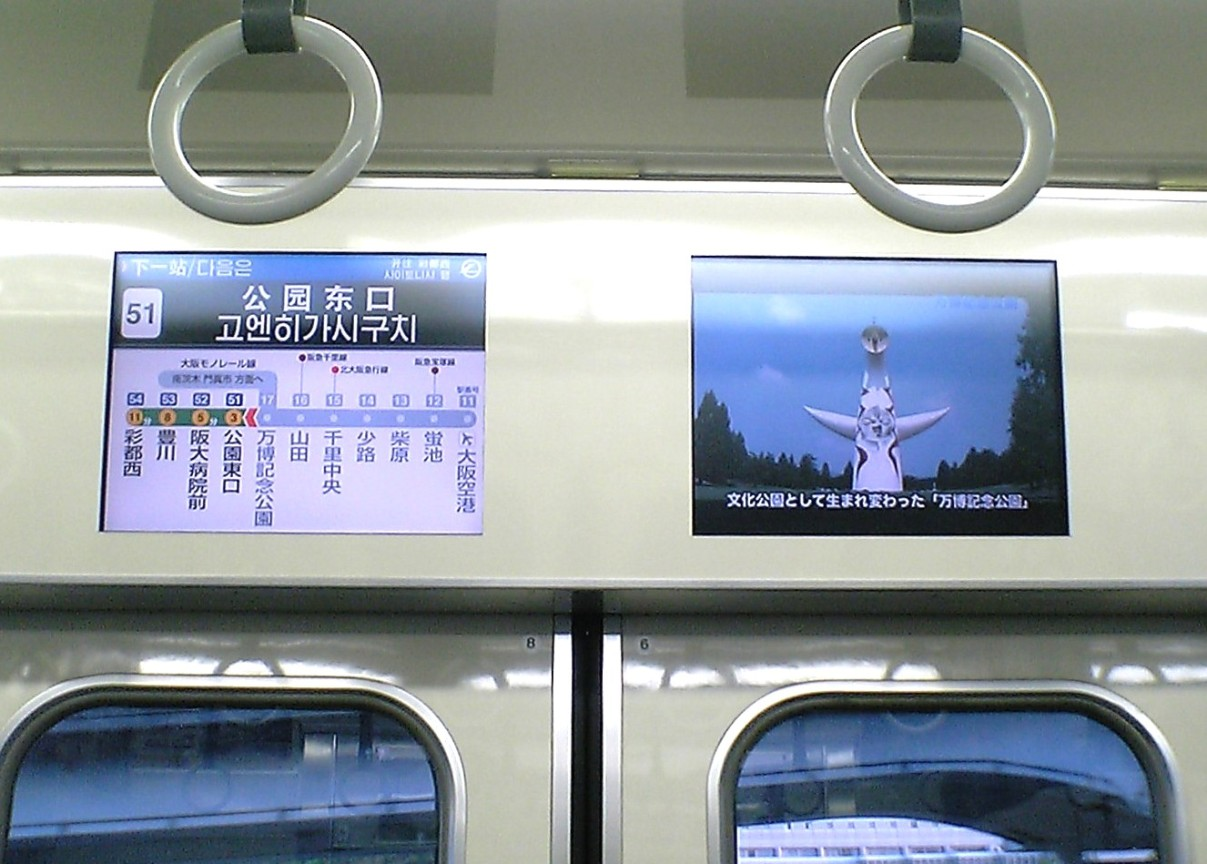
31編成車内の「案内情報画面」（改造当初の4：3比率の液晶画面・16：9比率に交換され現存せず）

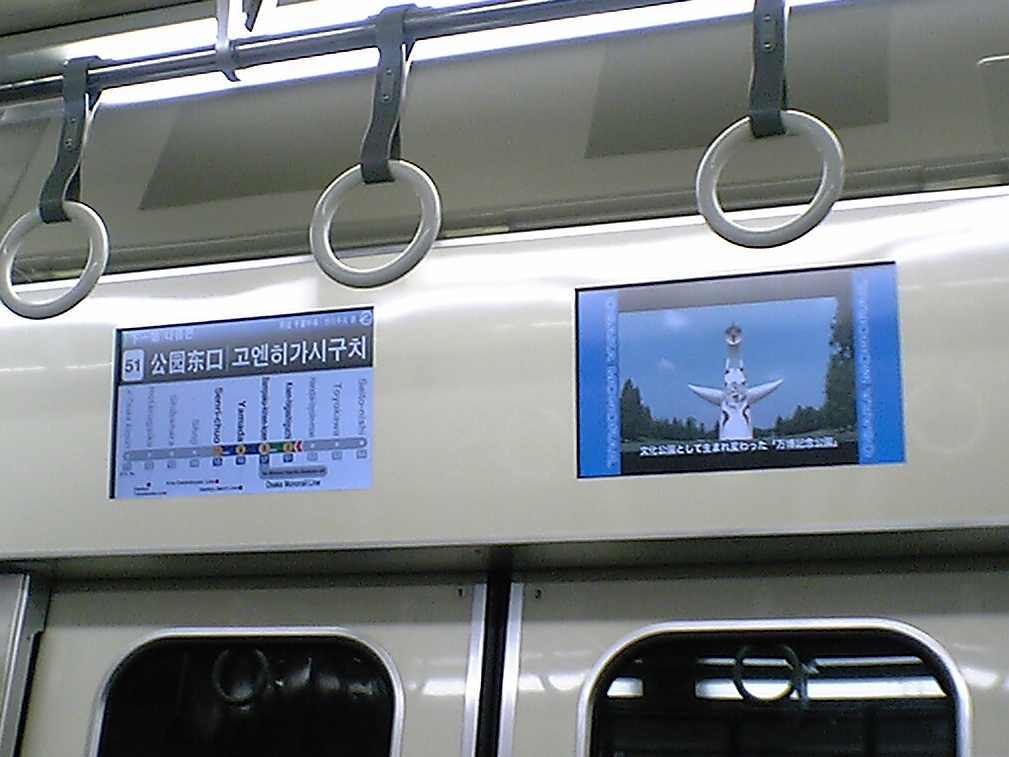
05編成車内の「案内情報画面」（16：9比率のワイド液晶画面）

2000年代に入り、本線を中心にラッシュ時の混雑が激しくなり、その対策として2007年からクロスシート車のロングシート改造が開始された。2007年には最初の改造として、クロスシート車最古の31編成が改造された。改造後の内装は次のとおり2000系の17編成とほぼ同様となっている。
- 薄紫色の浅いバケット式ロングシート。
- 15編成以降と同様にロングシートの中央にもスタンションポールを設置。
- ドアブザーから12編成以降と同様のドアチャイムへの変更。
- ドアチャイムと連動してドアの開閉を示す赤色の開閉予告灯のドア上部への設置。
- 12編成以降と同様の石材調の色の床材への張り替え。
- 12編成以降と同様に、蛍光灯カバーの省略。

相違点は、運転台の後ろの前面展望用の2人がけ高床シートの色が薄紫色1色であることである。従来は全て灰色だったゴムは、ドアを閉じた時にドア同士が接触する部分のみ黒色のものに交換されている。窓ガラスを固定する灰色のゴムや1両目と2両目間の広い貫通幌などはオリジナルのままとなっている。31編成はクロスシート車で唯一、側面方向幕がなかったが、今回の改造で取り付けられた。
また、新たな試みとして、各車両につき対角線上の2か所のドア上に「案内情報画面」が設置されている。案内情報画面は2つの小型液晶ディスプレイからなり、左側は日本語・英語・中国語・韓国語で次駅の案内などを表示し、右側は「モノレールニュース」と題する広報ビデオをエンドレスで放映していたが、現在はそれに加えて「GAMBA EX」と題するJリーグガンバ大阪の応援番組と交互で放映している。改造当初は4：3比率の画面であったが、2008年になって16：9サイズのワイド液晶に交換された。また、31編成の改造のあと、01編成から06編成までの改造を優先させたために、クロスシート車の次の改造は1年以上後となった。
2008年8月に32編成の改造が完成した。31編成の改造との相違点は、次のとおりである。
- 32編成には最初からLEDの案内表示機が設置されていたが、今回の改造ではそれがそのまま残され、「案内情報画面」への交換はされなかった。
- 照明の蛍光灯カバーは撤去されずに存置されている。
- ゴムは31編成とは逆に窓ガラスを固定する部分は黒色のものに交換されているが、ドアを閉じた時にドア同士が接触する部分は灰色のまま交換されていない。

2008年11月には25編成の改造が完成した。25編成は中間車のみクロスシートであったが、今回の改造ではもともとロングシートであった制御車のシートも交換されている。シート形状やシート端部の形状は31・32編成に準じているが、ドア間の定員は制御車が12人掛け、中間車が10人掛けになっている。LEDの案内表示機の存置と「案内情報画面」が設置されなかった点や照明カバーの存置は32編成と同様である。ゴムは32編成と同様の部分のみ交換されている。2009年1月には24編成の改造が完成した。改造の内容は25編成と同じである。2009年5月には21編成の改造が完成した。この改造では25編成の改造に準じているが、天井部分にも更新が加えられ、再び蛍光灯のカバーが撤去されている。また、改造にあわせて広告ラッピングが外されている。2009年7月に完成した22編成の改造は21編成と同様である。2009年9月には23編成の改造が完成し、クロスシート車は消滅した。
なお、これらの車両は車内改造とは別に、2014年頃に第31編成以外の編成の前照灯が白色LEDに更新されている。

### 01 - 06編成の改造

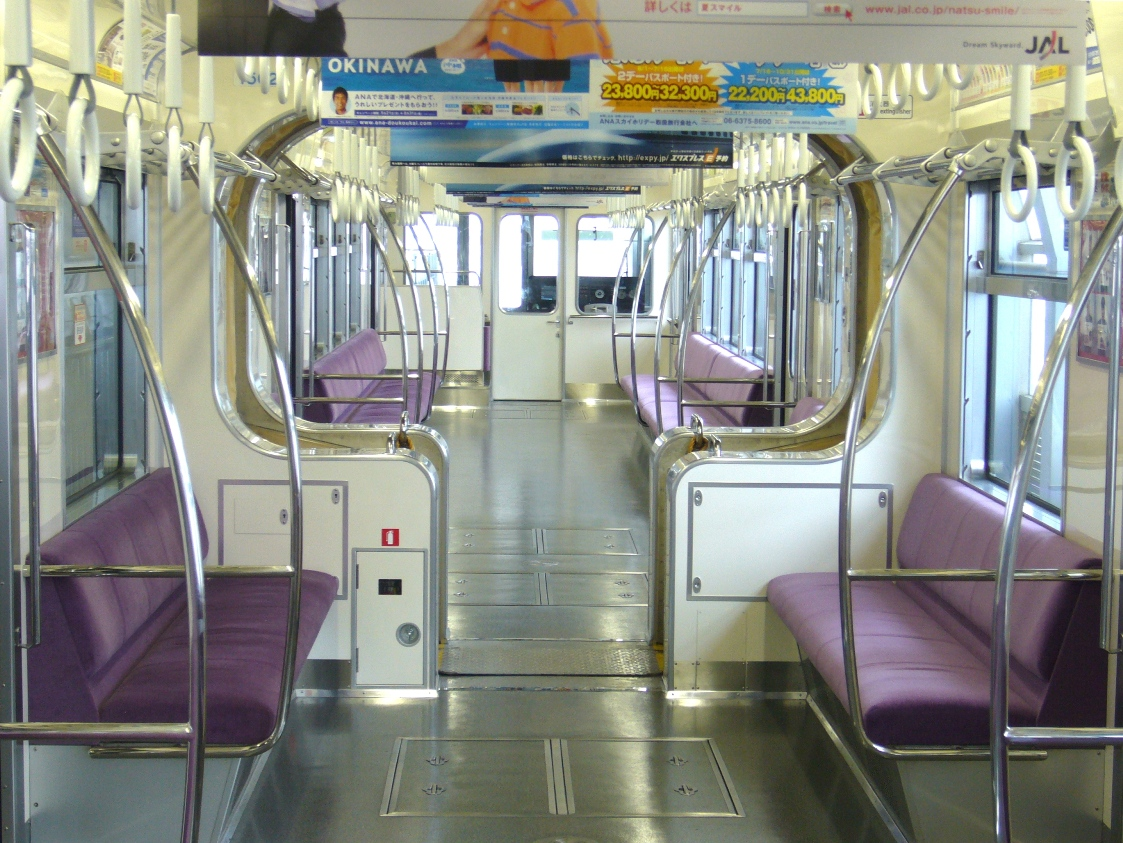
02編成の改造後の車内

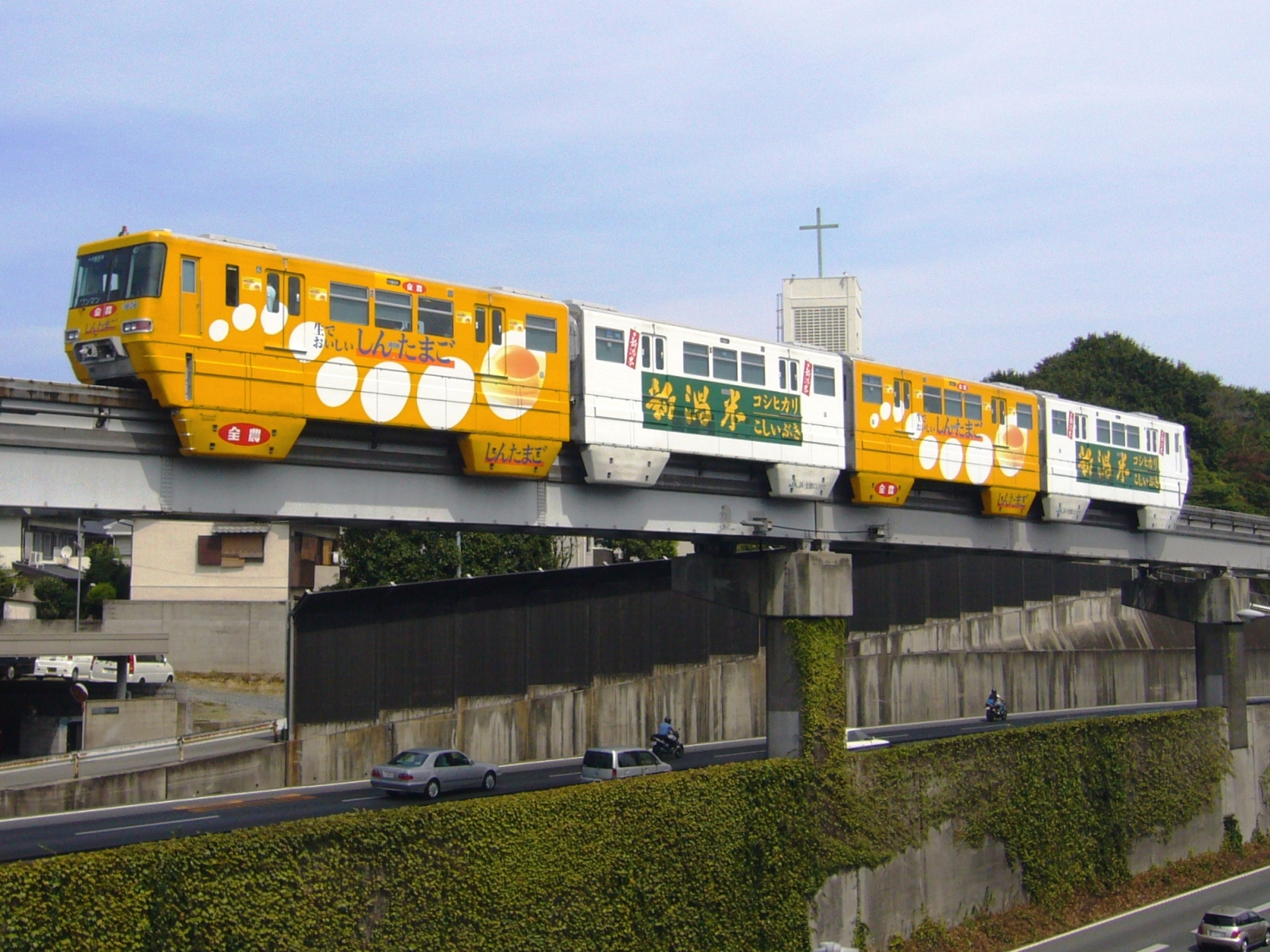
改造後の06編成「JA号」（旧ラッピング）

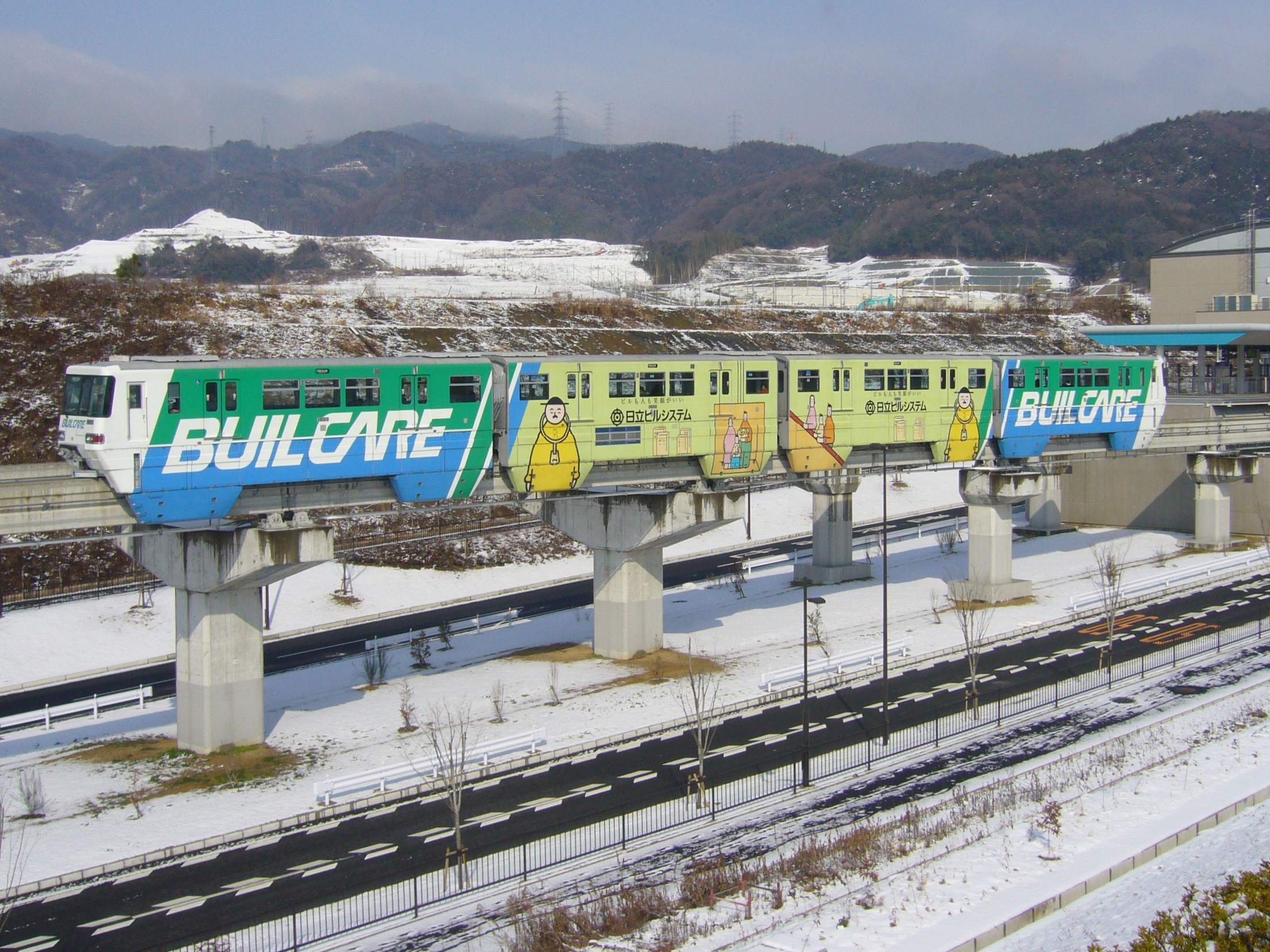
改造後の03編成「ビルケア号」

1000系最初の編成である01 - 06編成は車椅子スペースや側面方向幕・車外スピーカーがなかったため、全車両とも改造を受けた。2007年に最初の改造として02編成、次いで06編成、05編成、03編成が改造された。2008年に入ってから01編成、04編成が改造された。31編成同様、2000系に準じた車内に改造され、運転席後ろには前面展望用の2人がけ高床シートが設置された（改造前はロングシートだった）。外部には側面方向幕や車外スピーカーも取り付けられている。また、蛍光灯も連続して取り付けられており、蛍光灯カバーはない。31編成の改造との相違点は、次のとおりである。
- ロングシートが改造前と同じ12人掛けのままで、ロングシートの中央にあるスタンションポールによって6人掛けずつに分けられている。
- ロングシート端部の肘掛け用の仕切り板がなく、パイプのみとなっている。
- ロングシートは、02編成の改造当初は全車両のロングシートとも32編成のシート同様の薄紫色の縫い目によって一人あたりの区分が示されているタイプに変更されている。なお、その後中間車のみ31編成改造車と同様の浅いバケット式ロングシートに交換され、最終的には全車両のシートが交換された。その後の編成は改造当初から浅いバケット式ロングシートとなっている。
- ゴムが、運転席との仕切りの窓を除き、すべて黒色のものに交換されている。
- 02編成ではドア上の案内情報画面は、改造当初は準備工事のみ施されていて、液晶ディスプレイは取り付けられていなかった。4：3サイズの型枠が取り付けられていたが、その後16：9サイズのワイド液晶ディスプレイが取り付けられている。
- 以降の編成の改造は、02編成の改造と微妙な差異がある。
  - 06編成の改造では、ロングシートが、全車両とも改造当初から31編成改造車と同様の薄紫色の浅いバケット式ロングシートになっている。ドア上の案内情報画面に、改造当初から液晶ディスプレイが取り付けられている。31編成とは異なり16：9サイズを採用しており、案内表示も相違点がある。「しんたまご」ラッピング車は、側面方向幕がちょうど「全農」のロゴの部分に当たったために、ロゴが少し右側に移されている
  - 05編成の改造では、改造当初はドア上の案内情報画面は再び準備工事のみ施されていた。なお取り付け枠は02編成と異なり16：9サイズ用が準備されていたが、その後すぐに取り付けられている。
  - 03編成の改造では、改造当初からワイド液晶画面が搭載されている。中間車の窓の上に「ビルも人も笑顔がいい」というコピーが書かれていたが、そのコピーの中間に当たる「も笑」の2文字の上3分の2に改造により側面方向幕がかかり、営業運転復帰後数日間だけその文字の大部分が欠けたまま営業運転に入っていたが、その後コピーの位置を窓のすぐ下に移している。
  - 01編成の改造では、「彩都号」の広告ラッピングを外している。

運転席の椅子は各編成とも改造前と変わらない緑色である。また、2017年から方向幕をフルカラーLEDに、LED式車内案内表示機を液晶ディスプレイに更新した編成も登場している。

### 安全性の向上における更新
大阪モノレール中期経営計画において、1000系・2000系のうち13編成に対し、新型車両3000系に準じた改造を行うと発表され、2017年度に21編成・22編成・23編成が、2020年度に24編成・25編成が以下の内容で改造が行われた。
- 先頭車両の一部座席を撤去し、非常用脱出シューターを設置。
- ATC装置の更新。
- 前面・側面の行先表示が幕式からフルカラーLEDに交換され、駅番号も表示されるようになった。
- 既存のLED式車内案内表示装置に代わり、ドア上に4：3サイズの案内情報画面が設置されたが、対角線上の2か所に設置された01 - 06編成や31編成と異なり4か所全てに設置されており、案内のフォーマットも異なる。

## 廃車
2018年以降、 3000系が9編成導入され、初期車8編成は置き換えられ廃車される予定である。
2018年6月の大阪府北部地震で被災し長期間運用を離脱していた32編成が、2020年4月に大阪モノレールの車両で初の廃車となり、同年8月に廃車陸送された。
その後は次のとおり廃車となっている。
- 02編成 - 2021年6月8日[4][13]
- 06編成 - 2021年8月5日[4][14]
- 31編成 – 2022年6月16日[6]
- 05編成 - 2023年12月6日[5]
- 03編成 - 2024年5月1日[3]
- 01編成 - 2024年7月3日[3]